# Bursa
Bursa (conocida históricamente como Prusa, en griego: Προύσα, y posteriormente como Brusa) es una ciudad del noroeste de Turquía. Con una población de 2.981.000 (2007), es la cuarta ciudad más grande de Turquía, además de una de las más industrializadas e importantes en el ámbito.
A menudo se nombra a la ciudad como "Yeşil Bursa" ("Bursa verde"), en referencia a los parques y jardines repartidos por la ciudad, así como a los bosques que se extienden por toda la región. Cerca de la ciudad se alza la montaña Uludağ, que cuenta con una estación de esquí muy popular entre los habitantes. También se encuentran en Bursa los mausoleos de los sultanes otomanos, así como numerosos edificios construidos durante el periodo otomano. La fértil llanura que la rodea, los baños termales, el museo de arqueología, entre otros, y el ordenado crecimiento urbano son algunos de los elementos que caracterizan a Bursa.
Karagöz, dos famosos personajes de teatro de sombras chinescas, fueron en realidad dos personalidades históricas que vivieron y fueron enterrados en Bursa. Bursa también alberga algunos de los platos turcos más famosos, especialmente las castañas escarchadas y el iskender kebap. También son famosos los melocotones. Entre los distritos que dependen de Bursa, destaca la histórica Nicea por su historia y sus edificios. Bursa también cuenta con la Universidad de Uludağ y su población tiene uno de los más altos niveles educativos de Turquía. Tradicionalmente, ha acogido a numerosos inmigrantes de los Balcanes, en ocasiones en gran número.
En 1991, la ciudad fue laureada con el Premio de Europa, una distinción otorgada anualmente por el Consejo de Europa, desde 1955, a aquellos municipios que hayan hecho notables esfuerzos para promover el ideal de la unidad europea.
En 2014, la Unesco eligió la denominación Bursa y Cumalıkızık: nacimiento del imperio otomano como Patrimonio de la Humanidad.

## Historia

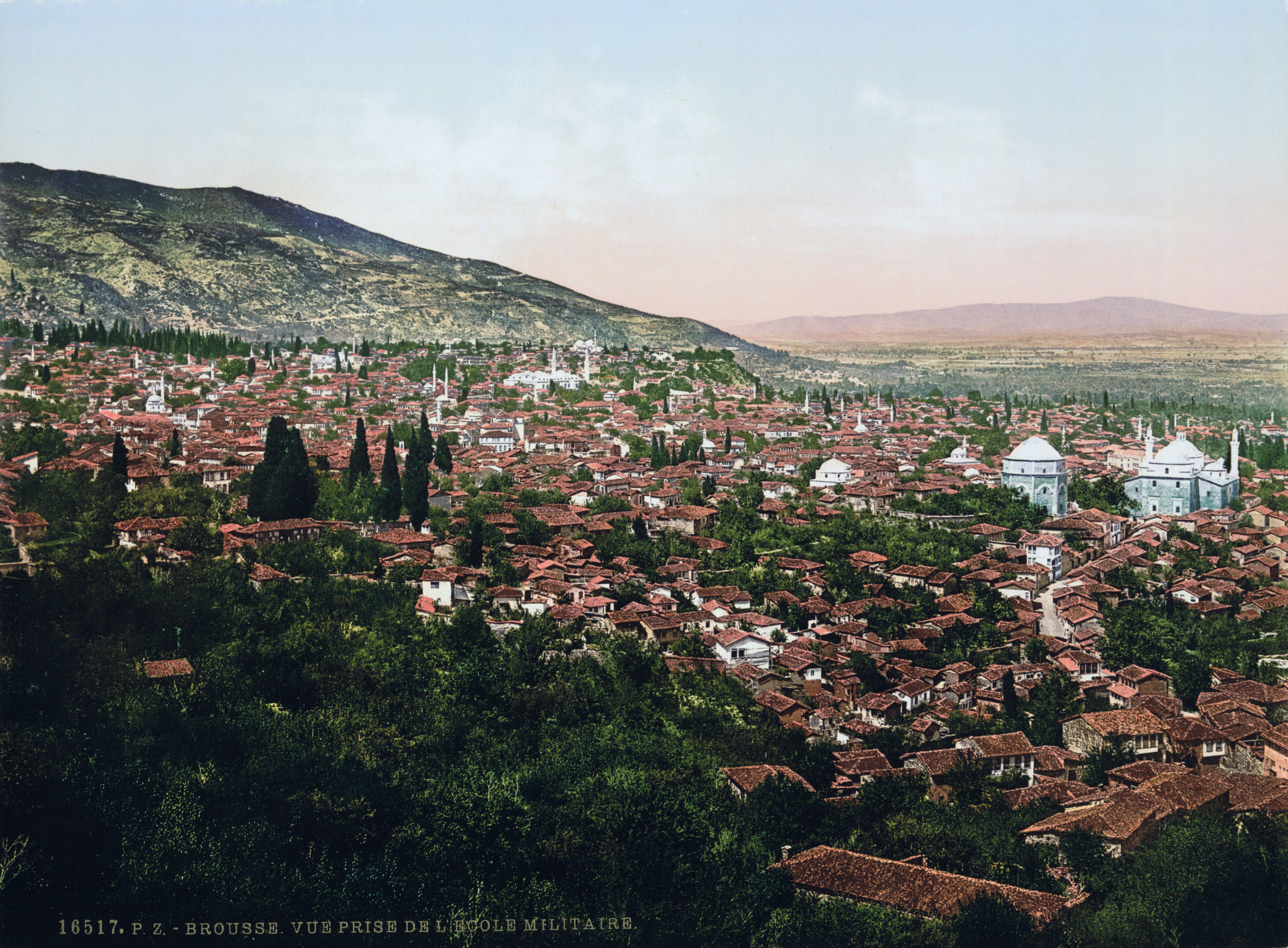
Bursa en 1890

El emplazamiento más antiguo que se conoce es la ciudad de Cío, la cual cedió Filipo V de Macedonia al rey Prusias I de Bitinia en el año 202 a. C. por su ayuda contra Pérgamo a Heraclea Póntica (la actual Karadeniz Ereğli). Prusias le cambió el nombre en honor a sí mismo, Prusa.
Bursa fue evangelizada por San Andrés, apóstol de Bitinia, que acompañado probablemente por su hermano San Pedro, ejerció su apostolado por estas tierras. Bursa fue uno de los focos de irradiación del cristianismo primitivo.
Posteriormente, adquirió gran importancia debido a su ubicación en el extremo occidental de la Ruta de la Seda. Se convirtió en capital del Imperio otomano cuando fue conquistada al maltrecho Imperio bizantino en 1326. La conquista de Edirne en 1365 hizo que aquella ciudad también destacase, aunque Bursa siguió siendo un importante centro administrativo y comercial, incluso cuando perdió su estatus de capital. Poco después de que los otomanos la conquistasen, estos abrieron una escuela teológica en Bursa. Dicha escuela atrajo a numerosos estudiosos musulmanes de todo Oriente Próximo y continuó su actividad después de que Bursa dejase de ser la capital.
Durante el dominio otomano, Bursa fue el origen de la mayoría de los productos de seda del entorno del sultán. Aparte de la producción local, se importaba seda salvaje de Irán y, en ocasiones, de China, y era el principal fabricante de kaftanes, almohadas, bordados y otros productos de seda para los palacios del sultán hasta el siglo XVII. También ha sido relevante históricamente la producción de cuchillos y de coches de caballos. Actualmente, se puede encontrar una gran variedad de cuchillos artesanales y otros productos, aunque, en lugar de coches de  caballos, existe una gran industria automovilística.

## Economía

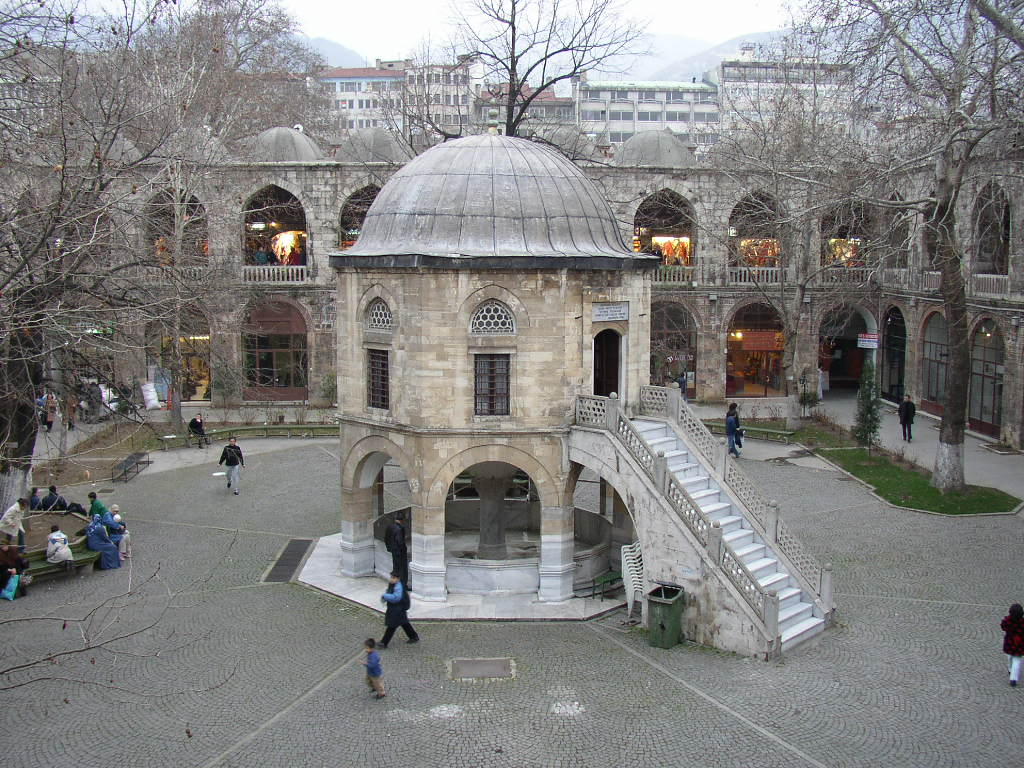
Koza Han (Bazar de la seda)

Bursa es el centro de la industria automovilística de Turquía. Durante décadas, el Grupo Fiat y Renault han tenido importantes instalaciones de producción en Bursa. También destacan la industria textil y la alimentaria; Coca Cola, Pepsi Cola y otras marcas de bebidas, así como diferentes fábricas de alimentos frescos y envasados se encuentran en las zonas industriales de la ciudad.
Tradicionalmente, Bursa ha sido famosa por sus fértiles tierras y la agricultura, aunque ésta se encuentra en retroceso debido a la gran industrialización de la ciudad.
Bursa también es un gran centro turístico: algunas de las mejores pistas de esquí están situadas en el monte Uludağ, a tan sólo unos kilómetros de la ciudad. Los baños termales se han utilizado desde el Imperio romano con fines terapéuticos. Aparte de los baños ubicados en los hoteles, la Universidad de Uludağ cuenta con un centro fisioterapéutico donde se utilizan las aguas termales.

## Transporte
Bursa tiene un sistema de metro, el Bursaray, y de buses complementado con la red de taxis. El aeropuerto de Bursa, el Yenişehir, se encuentra a 20 millas del centro de la ciudad. Los ciudadanos de Bursa también disponen del Aeropuerto Atatürk de Estambul y el Aeropuerto Internacional de Sabiha Gökçen para trayectos internacioneales, debido a su cercanía con la metrópolis. Hay adicionalmente buses y ferry entre las dos ciudades.

## Educación
La Universidad de Uludağ se encuentra en Bursa y es una de las más importantes de la Región del Mármara. Se fundó en 1975 con el nombre de Universidad de Bursa y, en el año 1982, se cambió al nombre actual. Durante el año académico 2005-2006, la universidad contó con 47.000 alumnos.

## Deportes
Bursa cuenta con un club de fútbol profesional, Bursaspor, que juegan en la Segunda División. Se conocen como los "Yeşil Timsahlar" ("Caimanes Verdes") y juega en el Estadio Atatürk de Bursa. En baloncesto, el Tofas Bursa compite en la segunda división europea, la Eurocup.
La ciudad de Bursa se está preparando para presentarse como candidata a albergar los Juegos Olímpicos de invierno de 2018 en Uludağ.
También destaca la navegación con catamaranes construidos en la ciudad.

## Galería

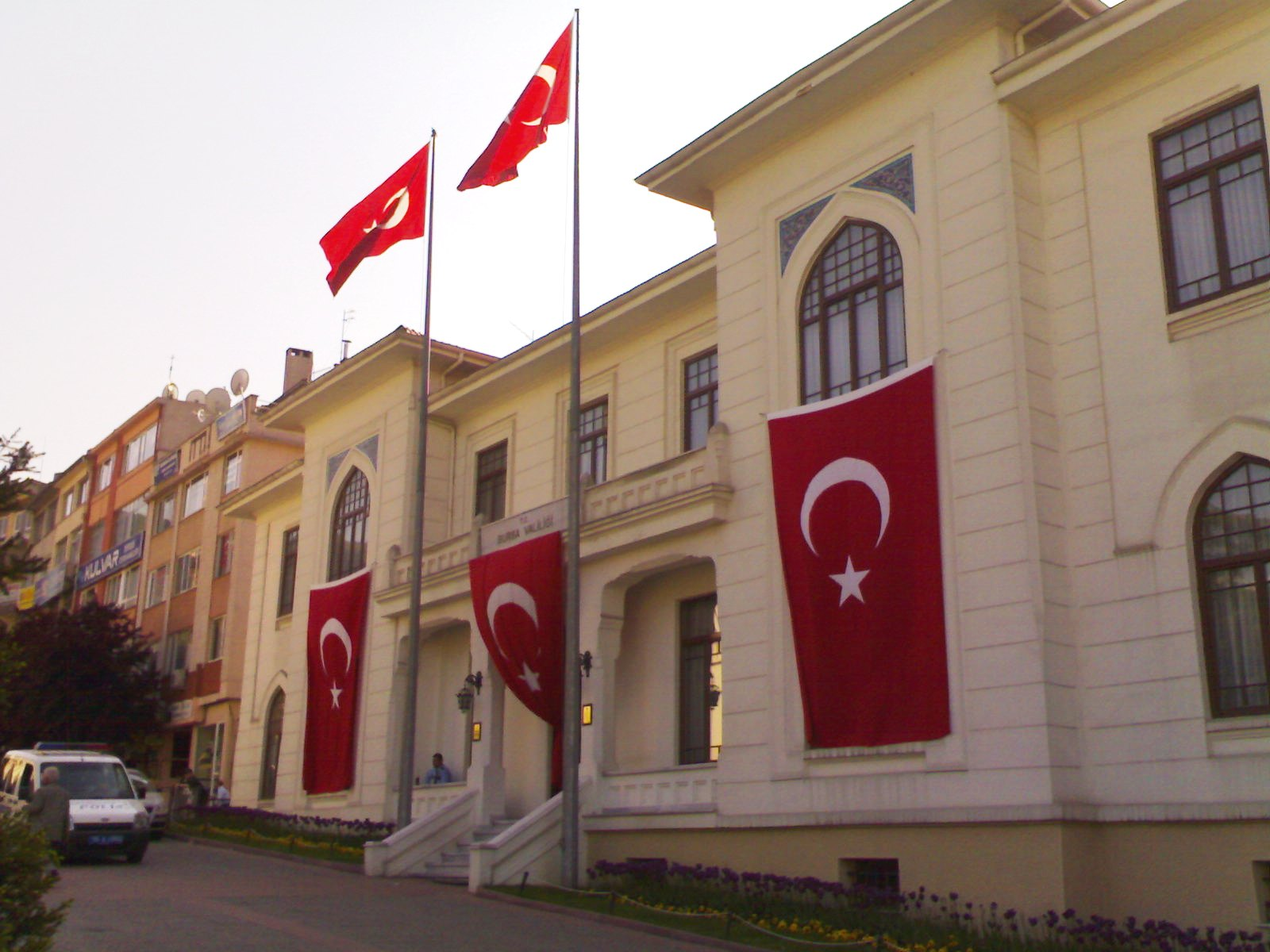
Ayuntamiento de Bursa
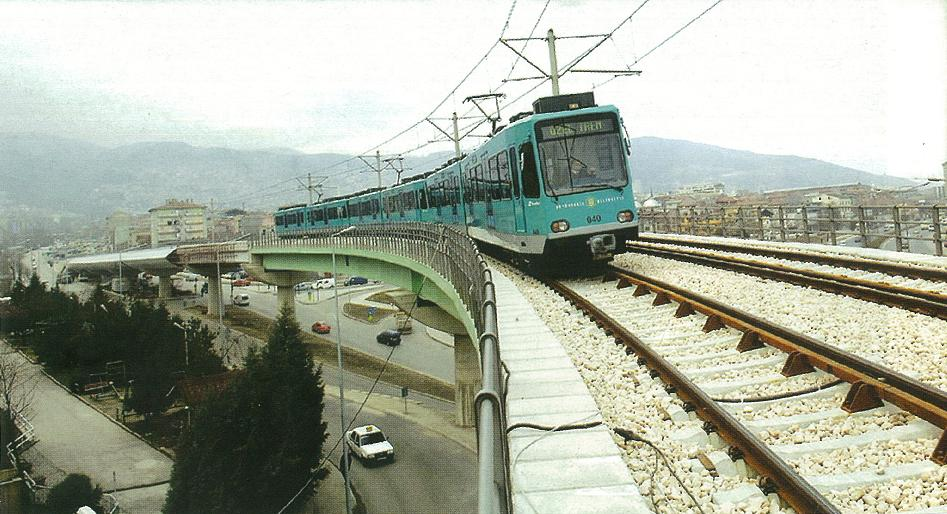
Bursaray
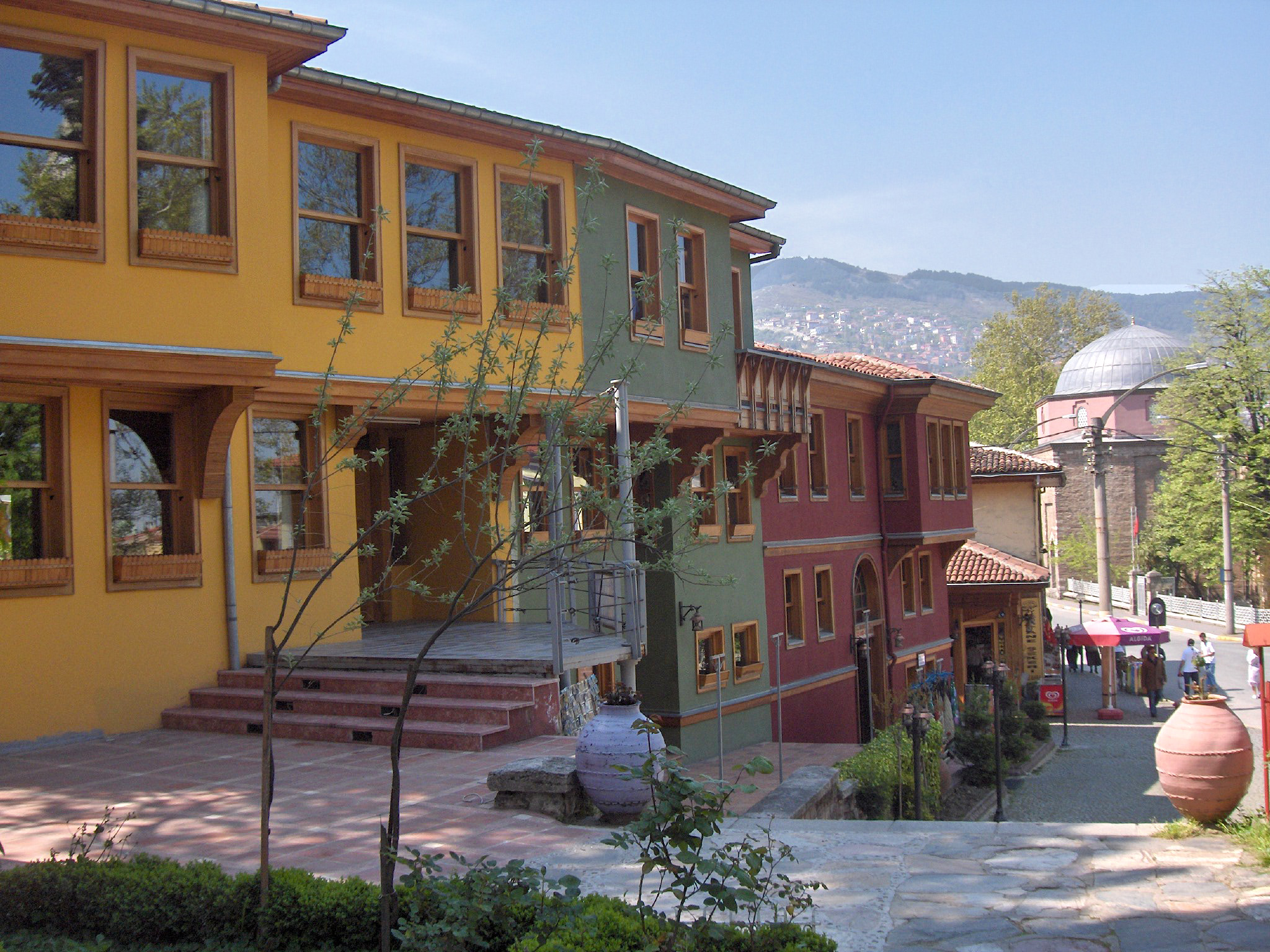
Cumhuriyet caddesi
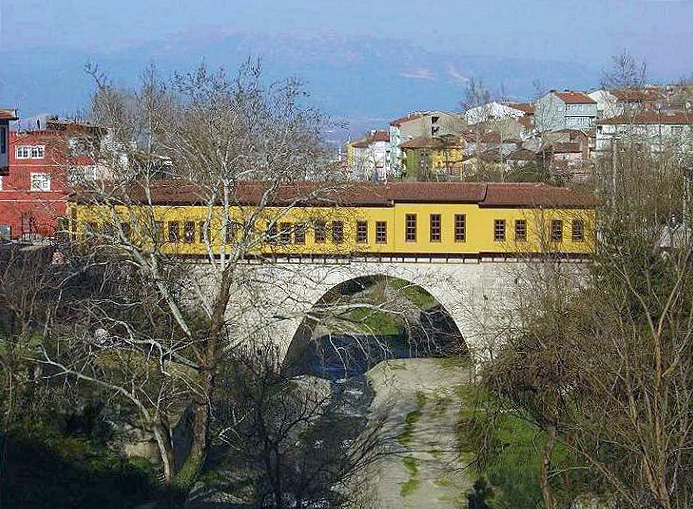
Puente Irgandi
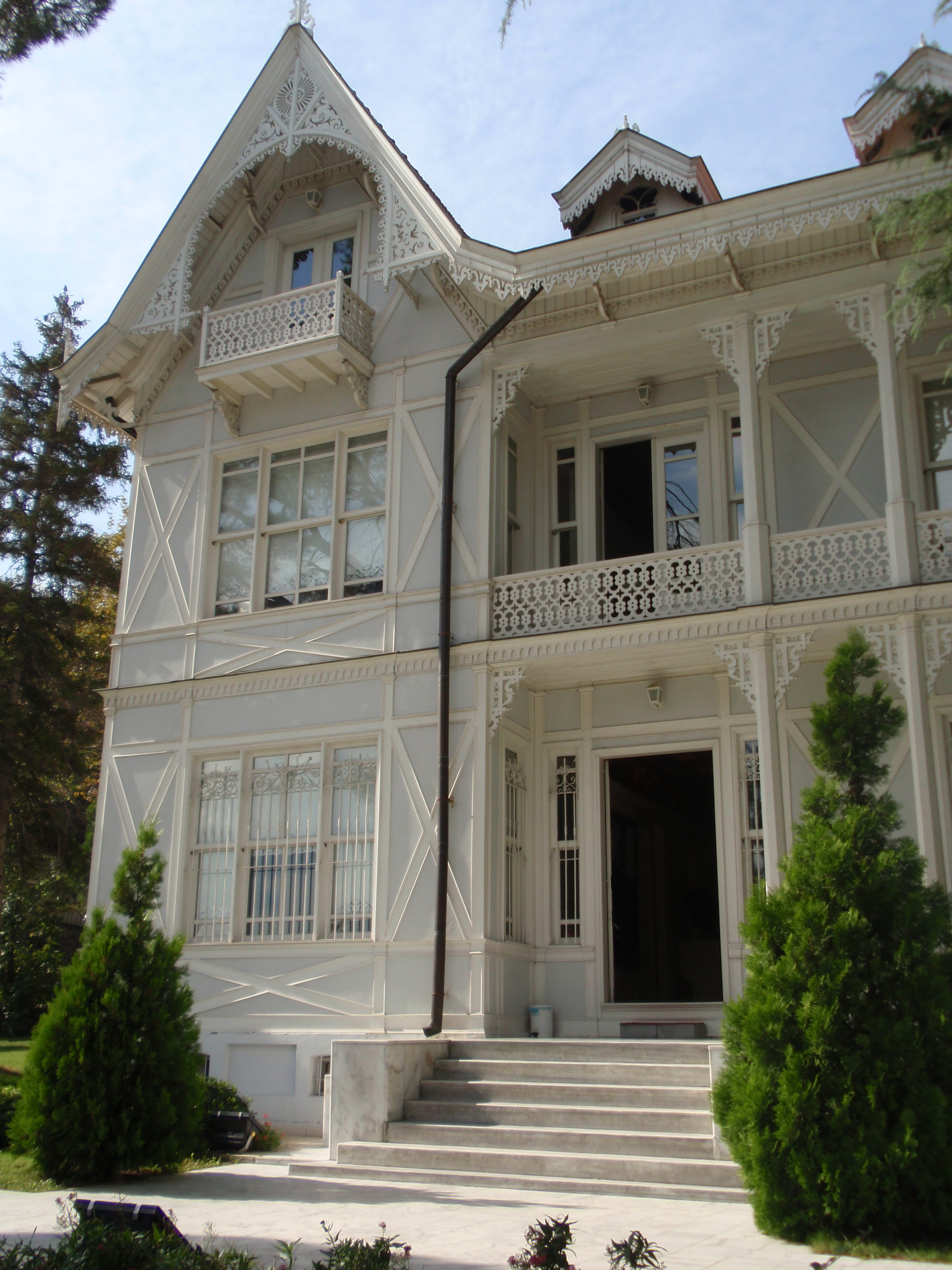
Museo de Atatürk
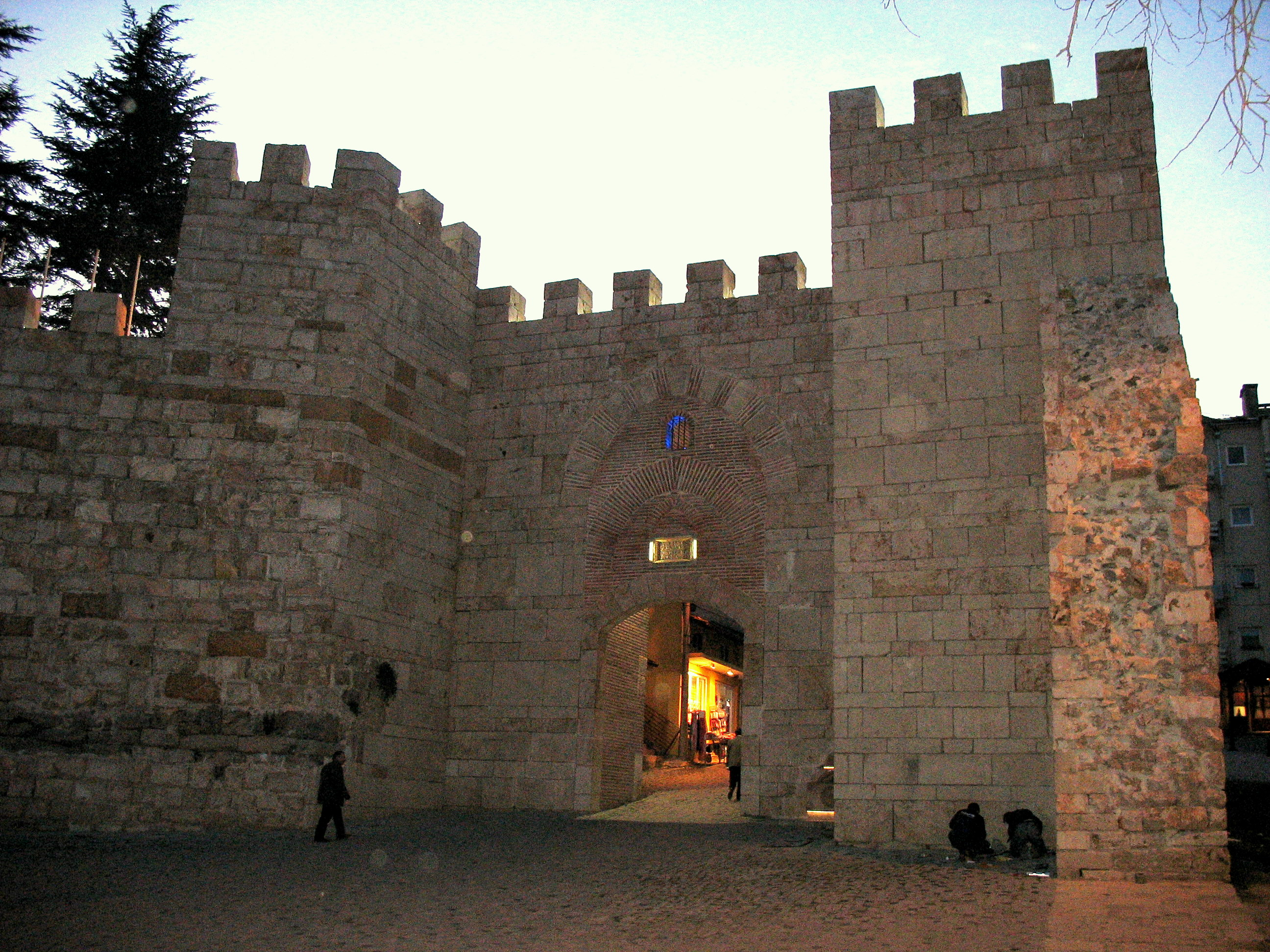
Castillo de Bursa
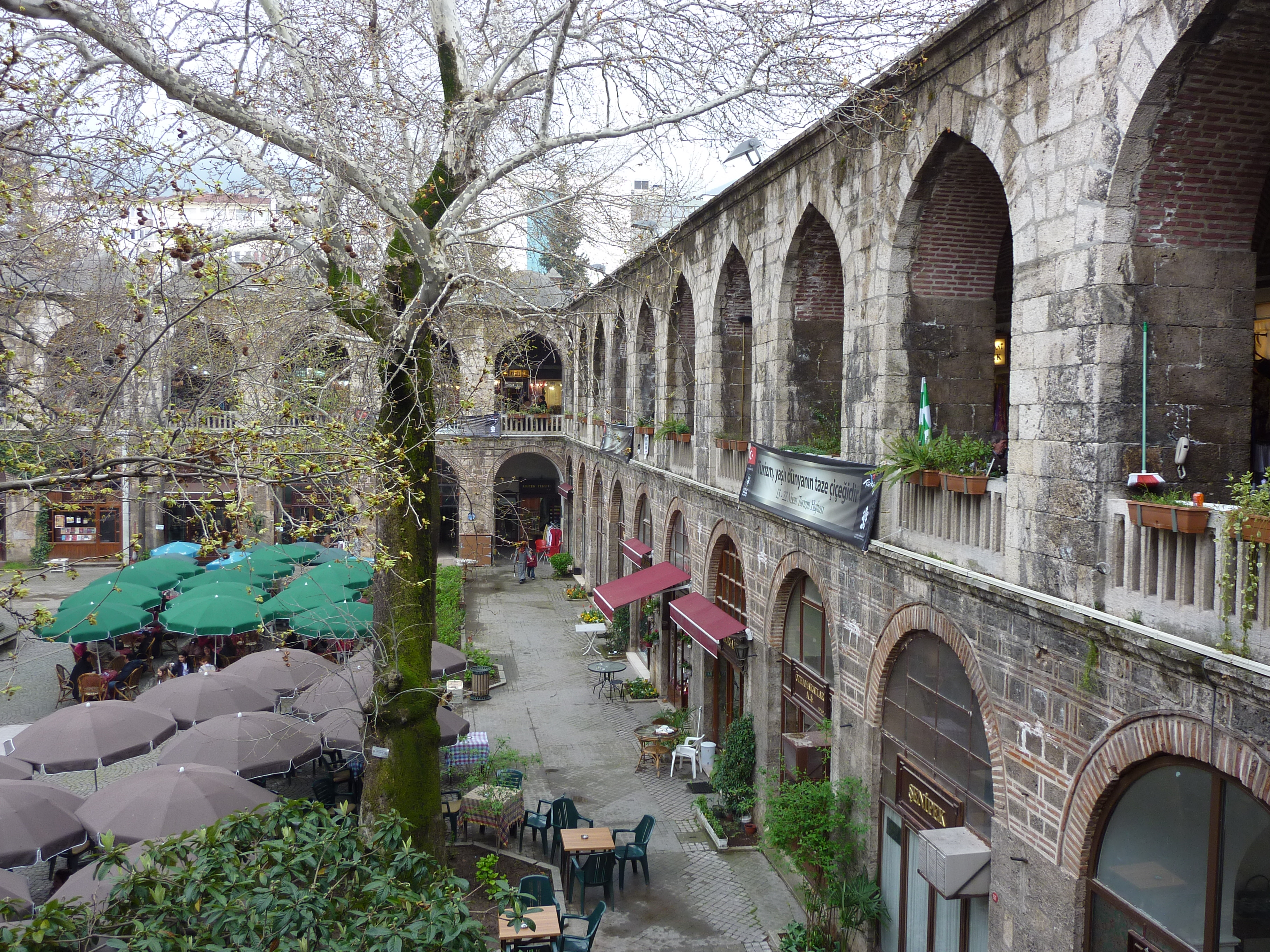
Koza Han (Bazar de la seda)
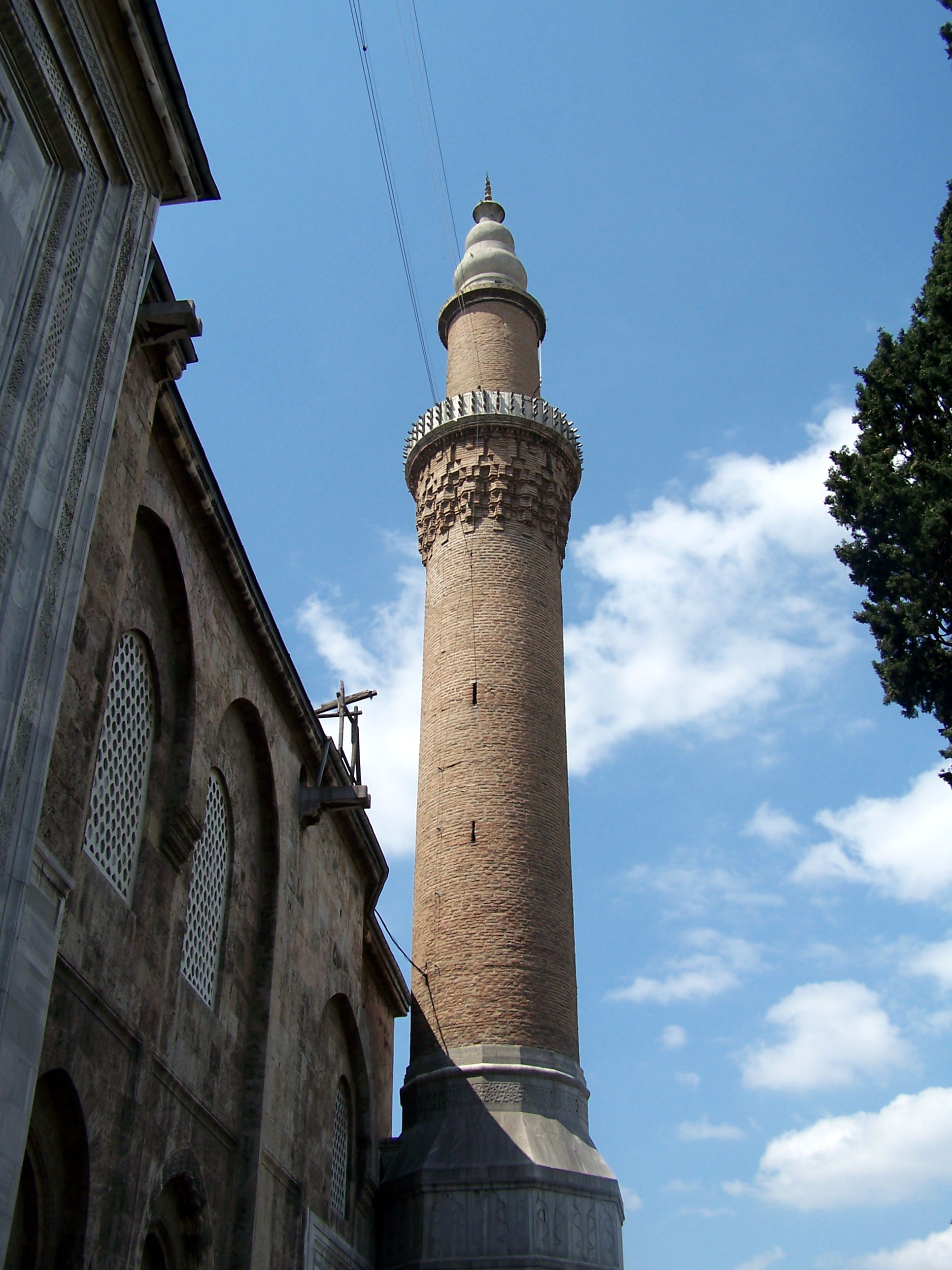
Minarete de la Gran Mezquita de Bursa
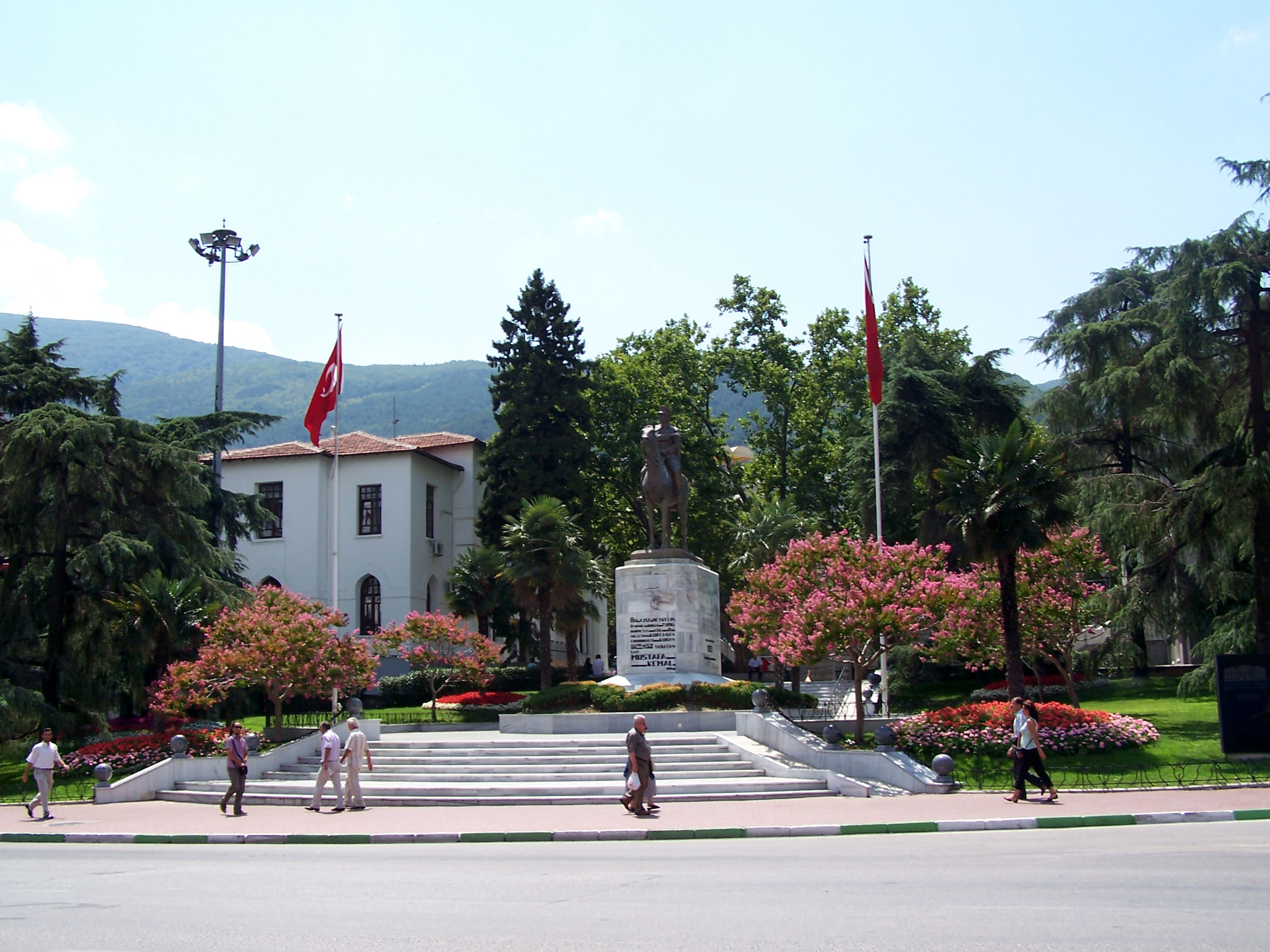
Estatua de  Atatürk en el centro
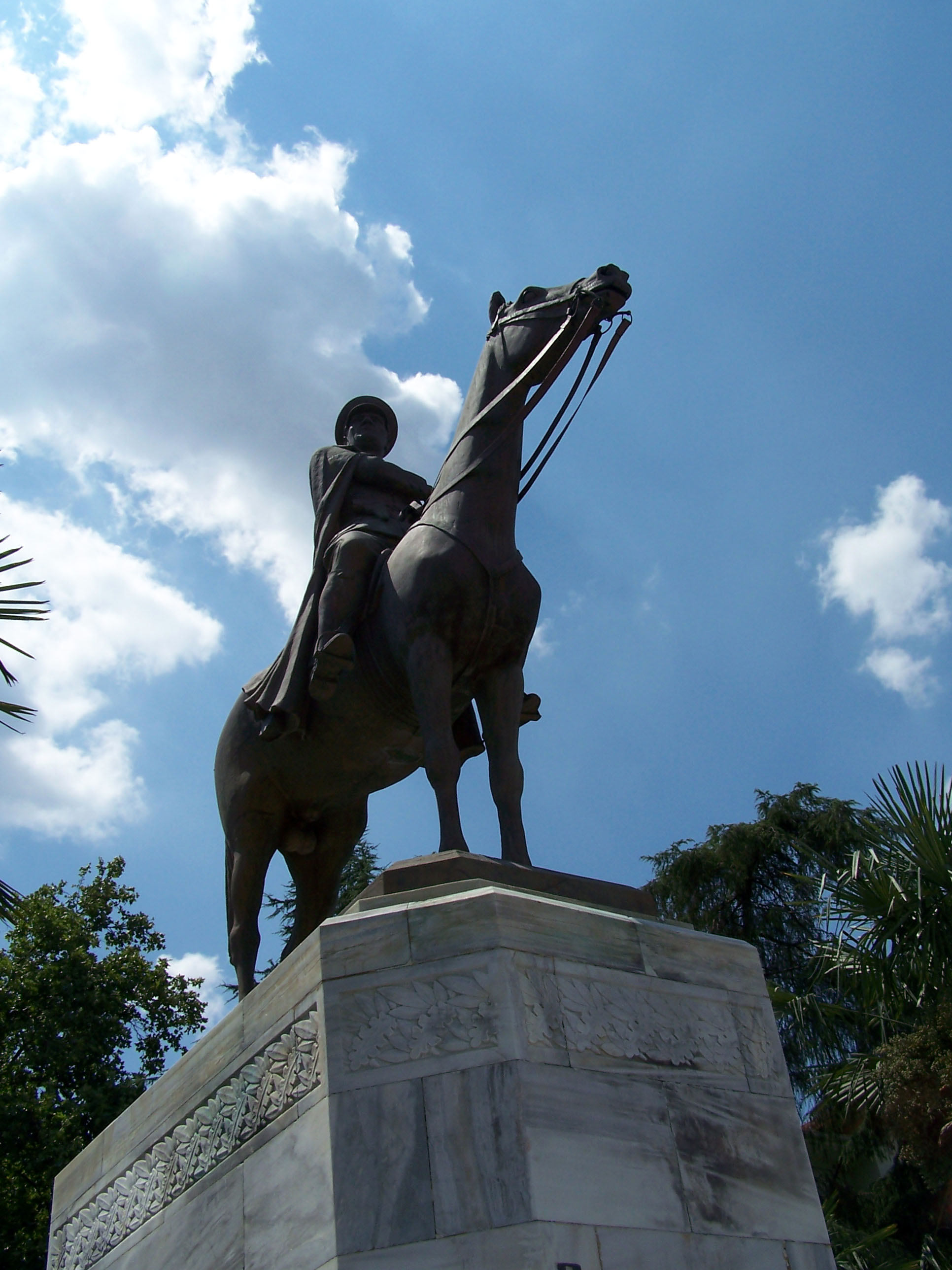
Estatua de  Atatürk en el centro
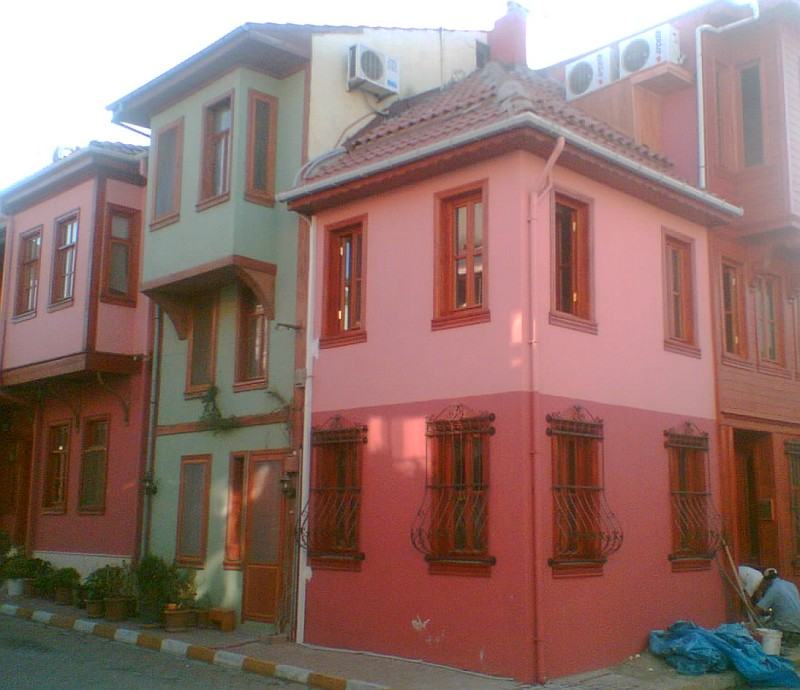
Mudanya, localidad de la provincia de Bursa
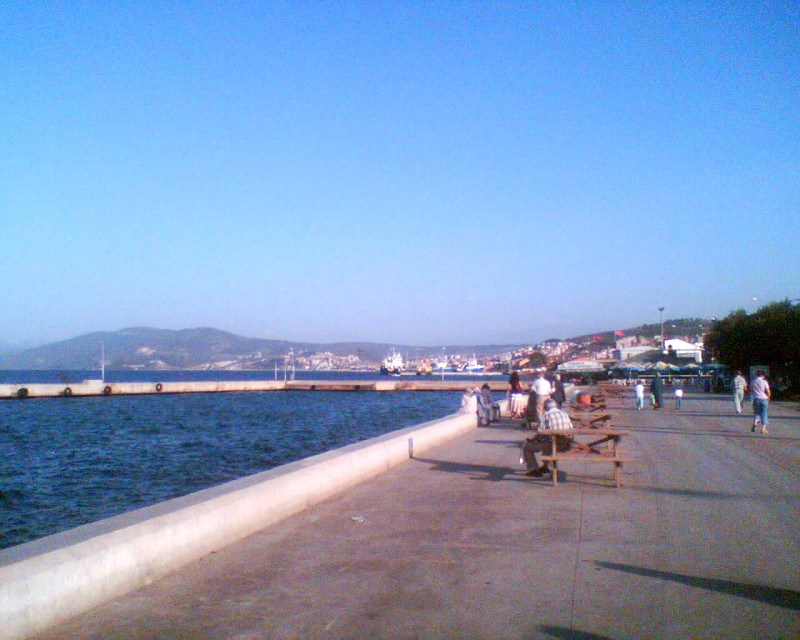
Mudanya
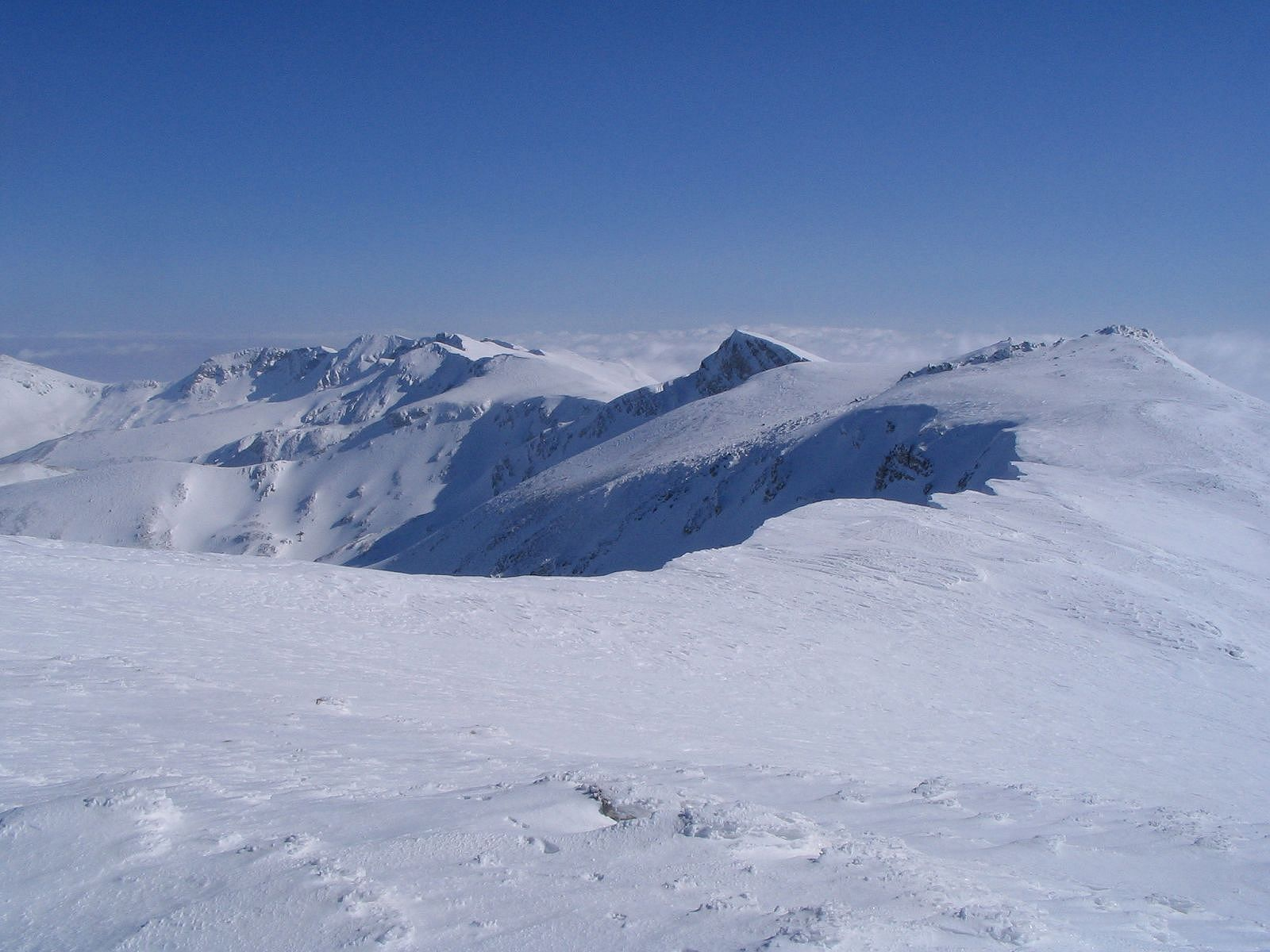
Uludağ es un popular destino de esquí en Turquía
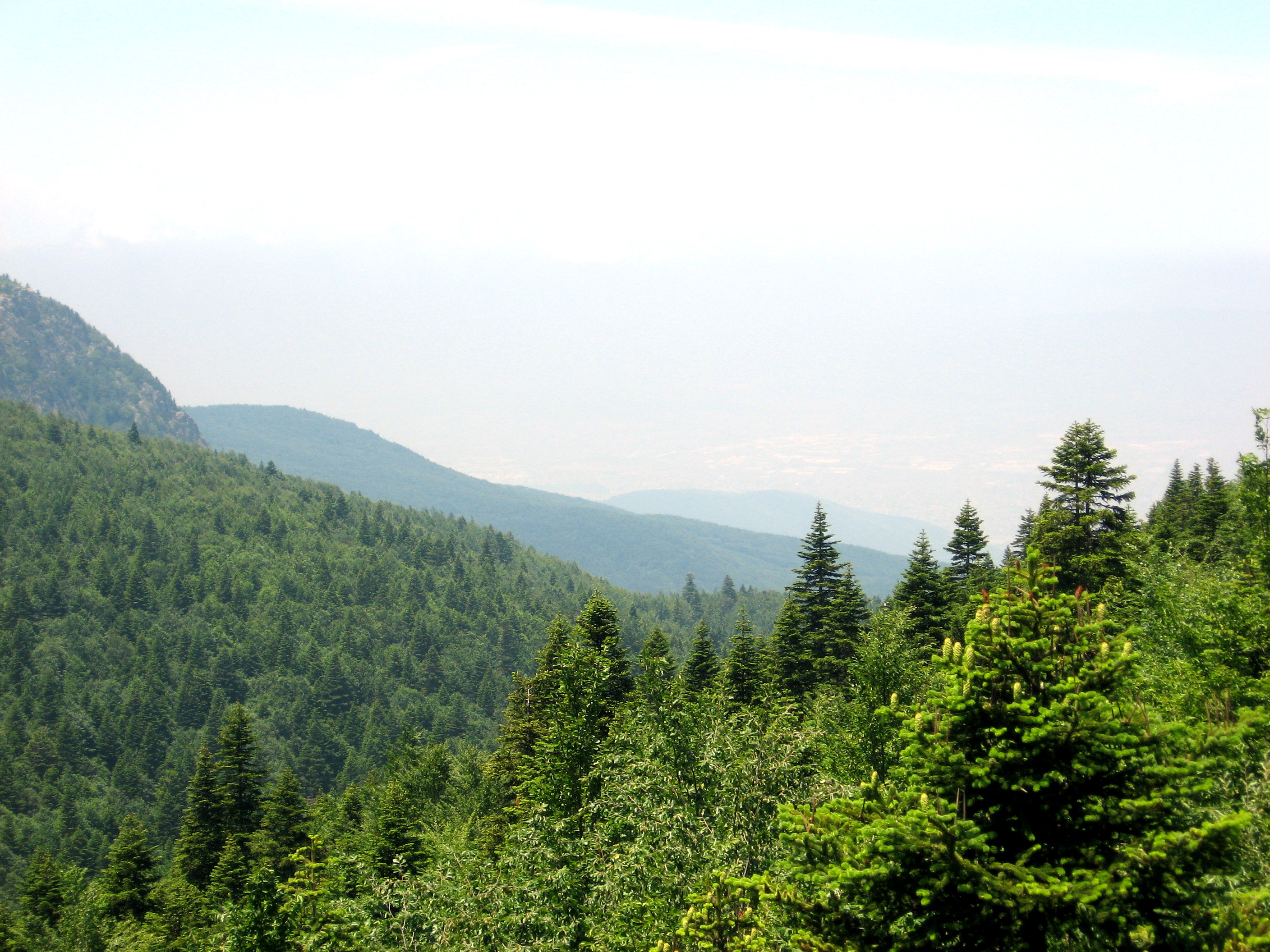
Uludağ en verano
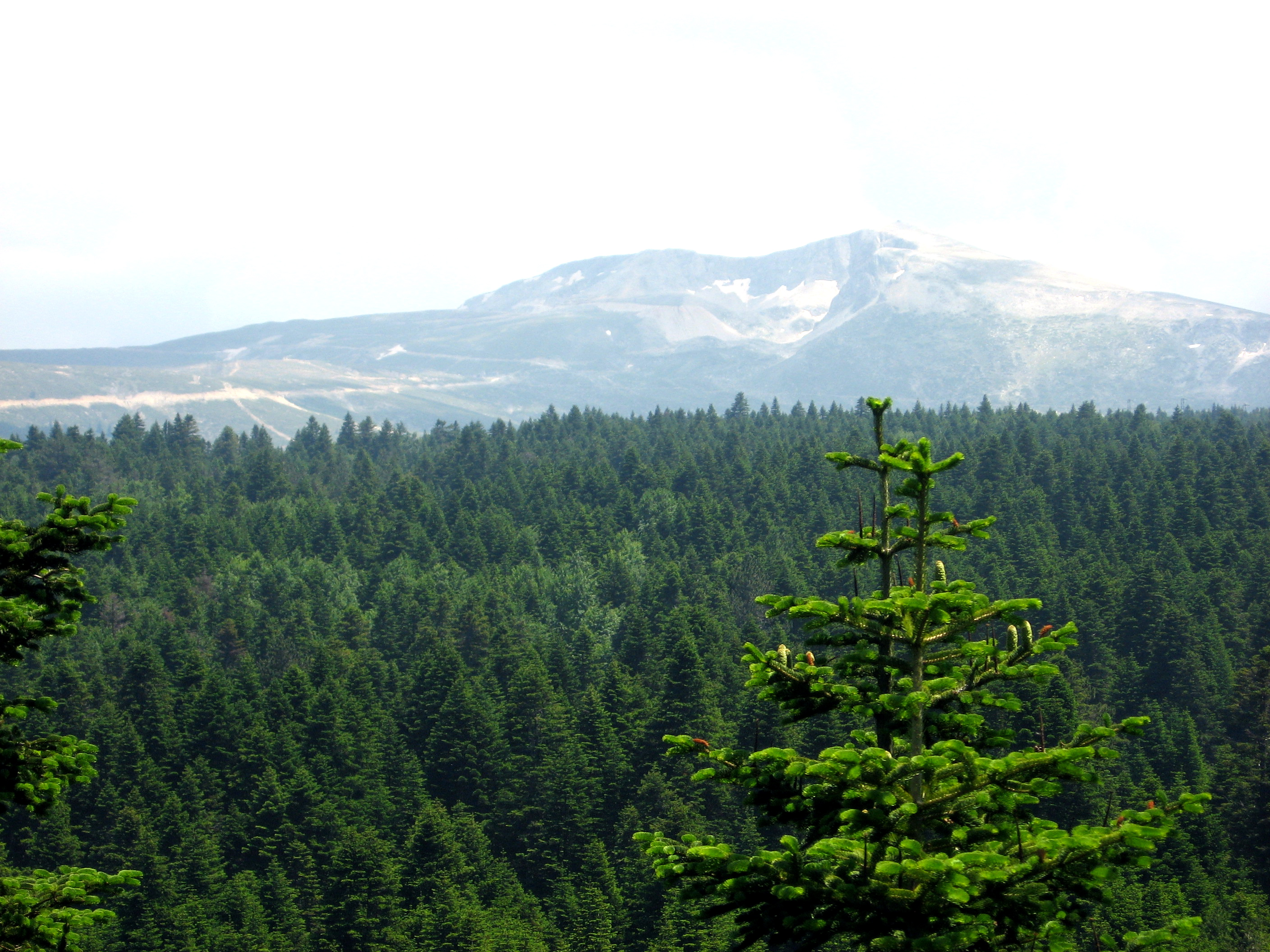
Uludağ
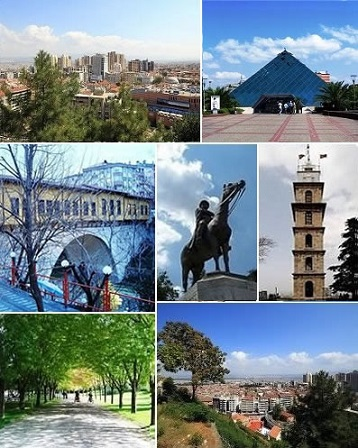
Bursa
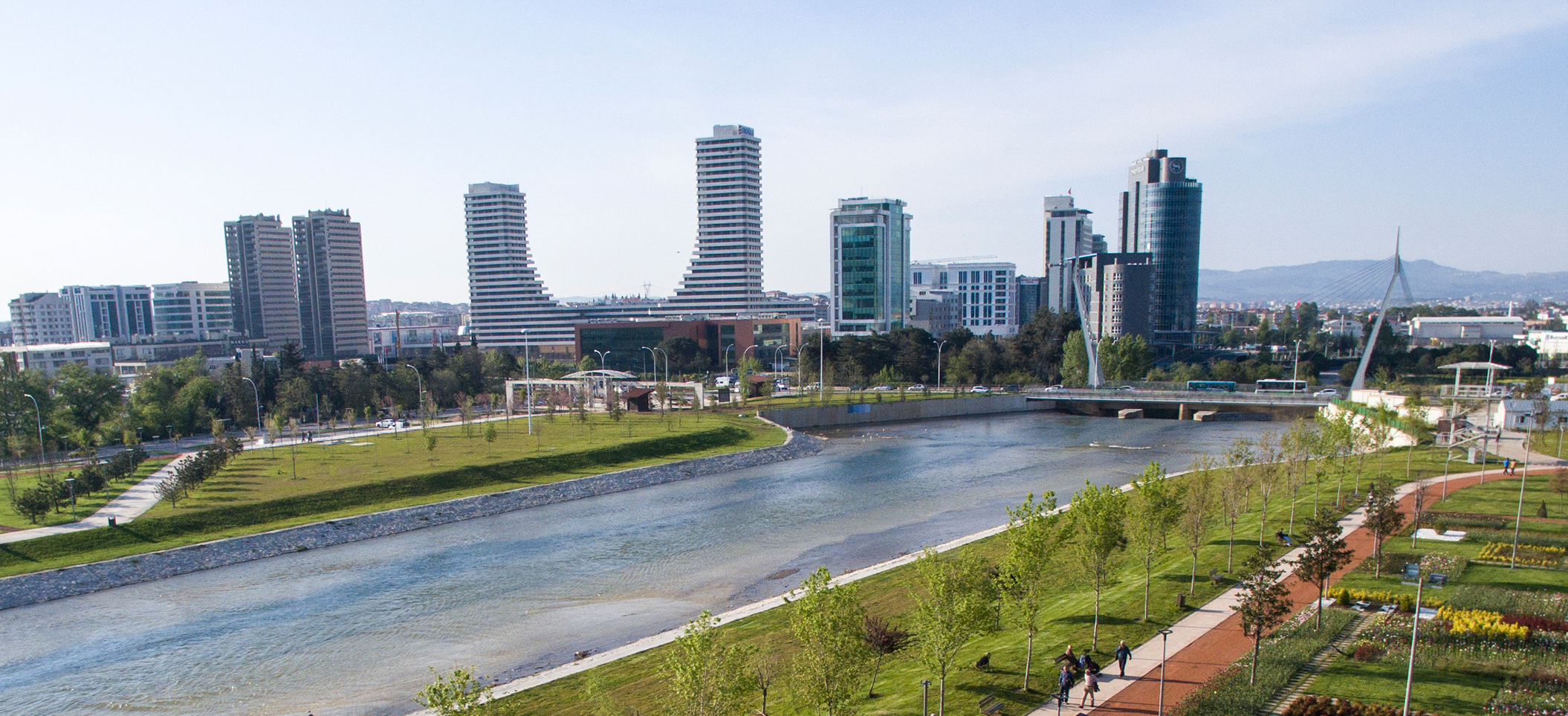
Parque Hudavendigar, Bursa
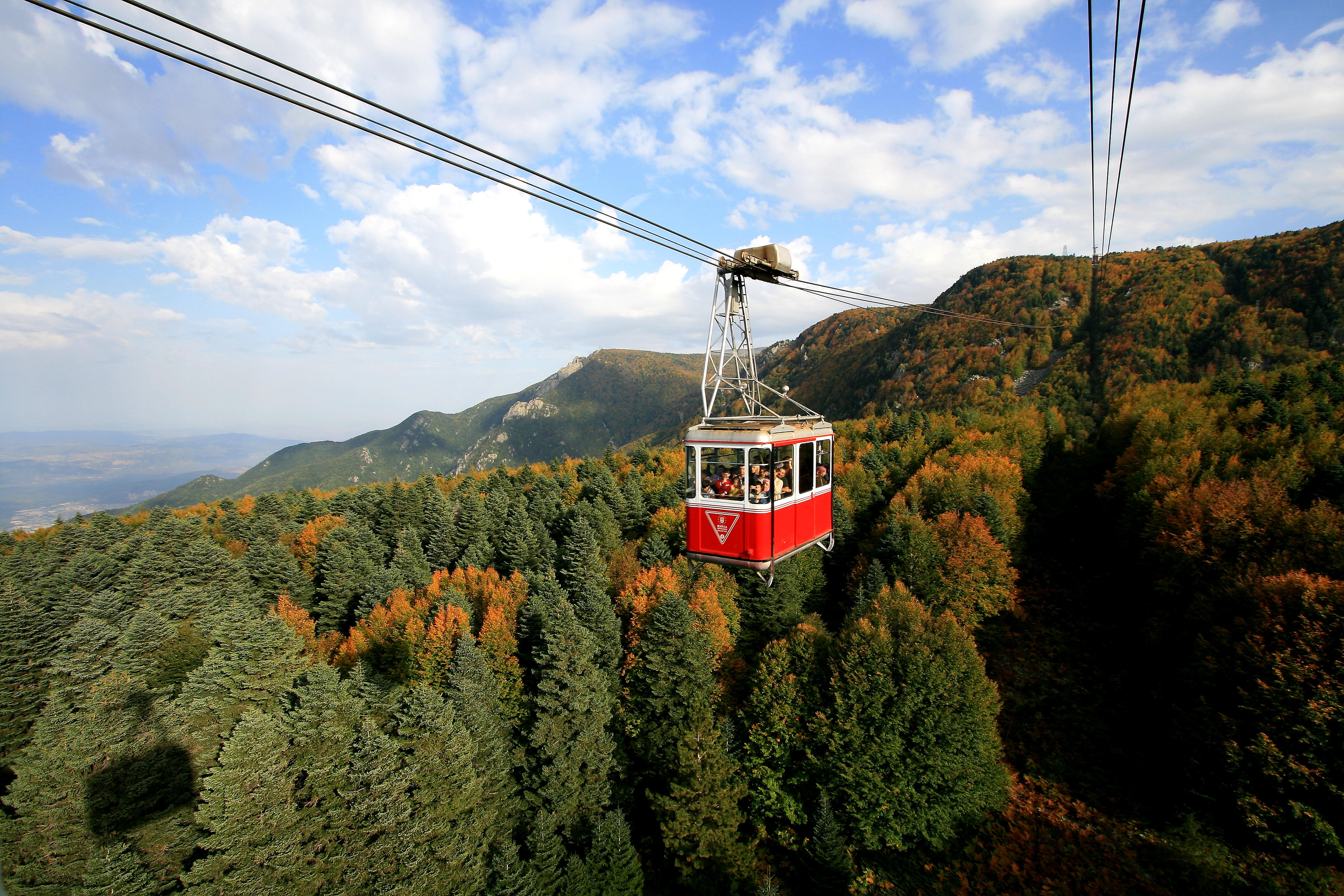
Bursa
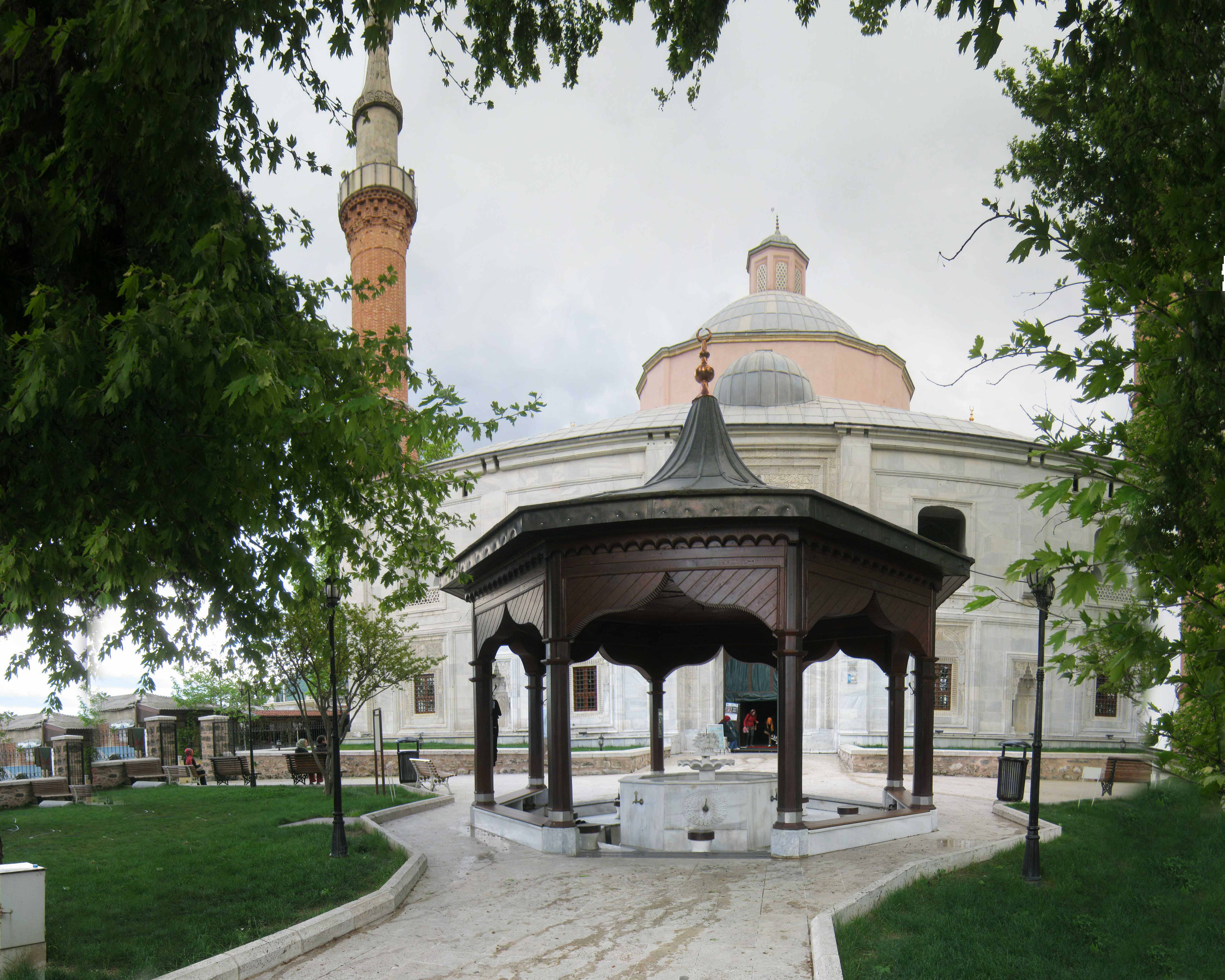
Mezquita Verde, Bursa
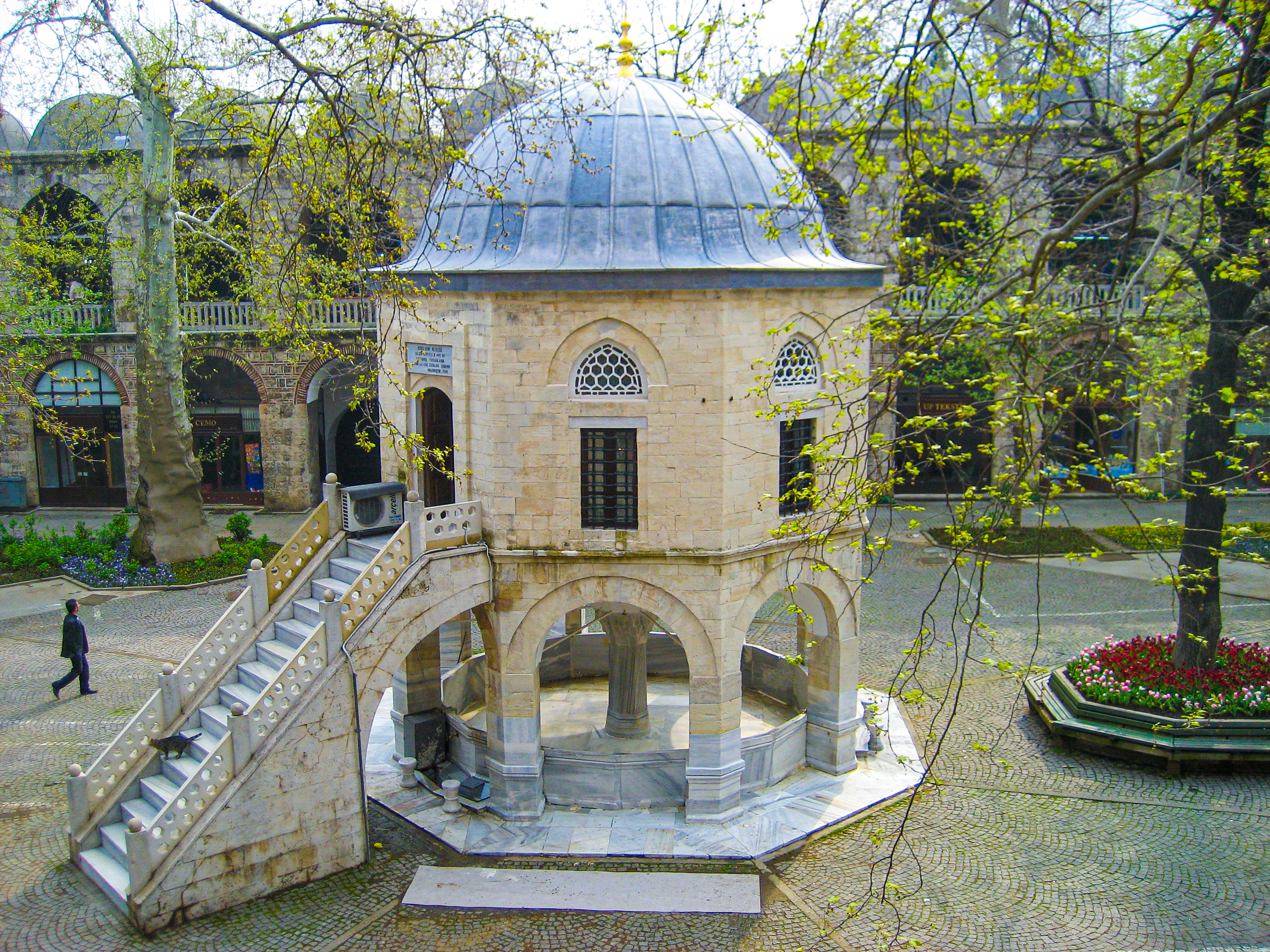
Bursa
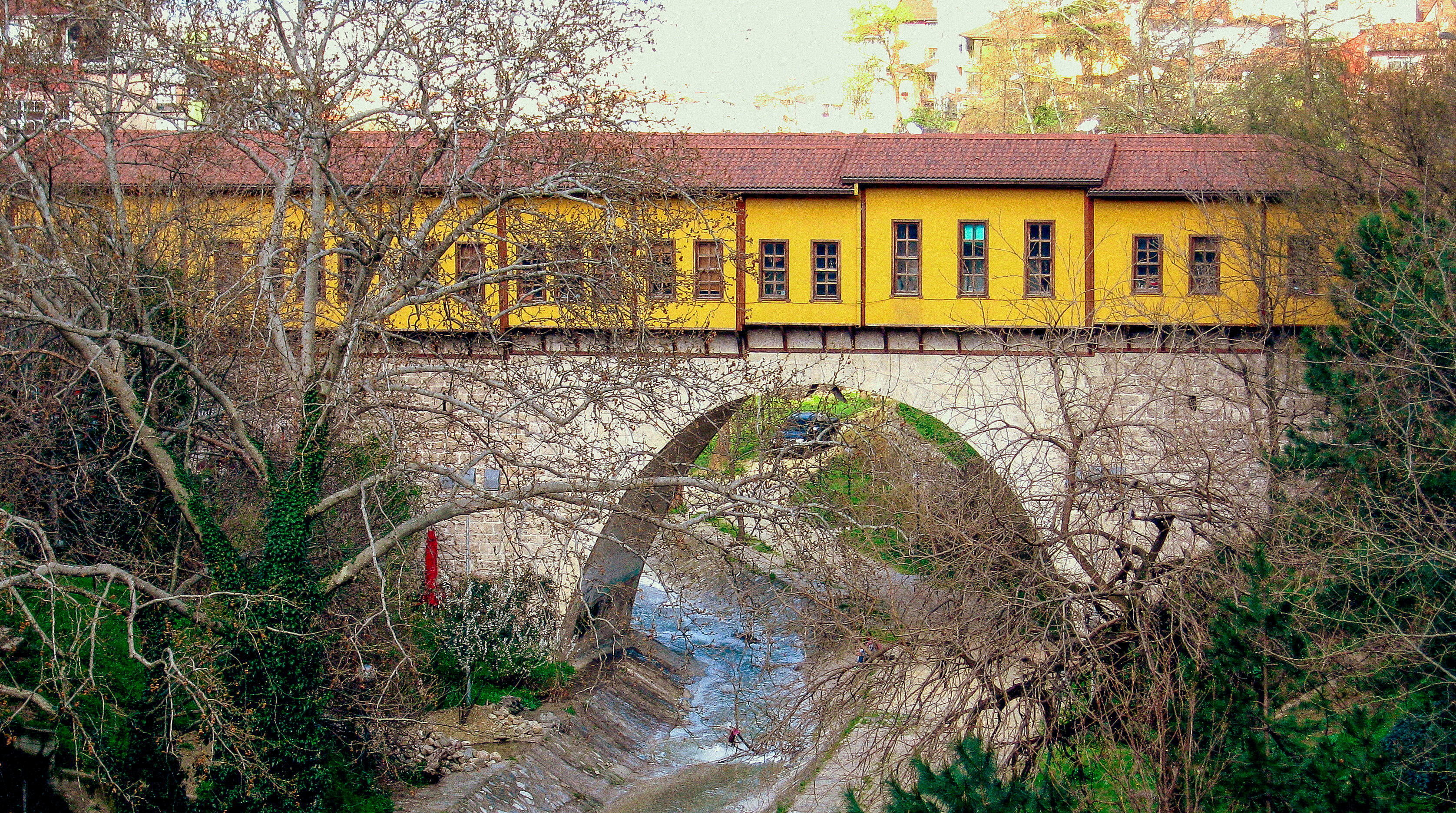
Puente Irgandı, Bursa
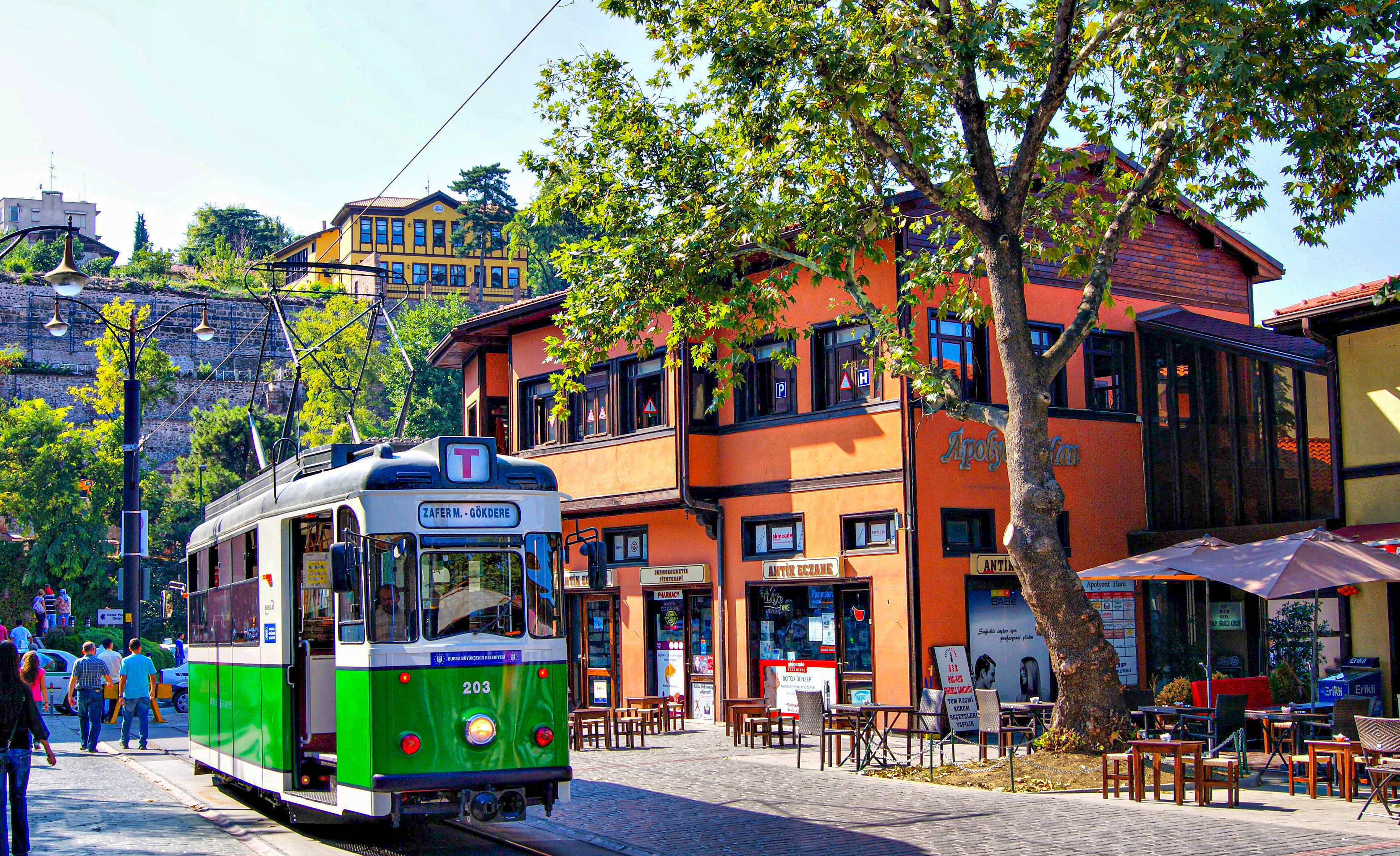
Avenida Cumhuriyet, Bursa

### Museo Arqueológico de Bursa

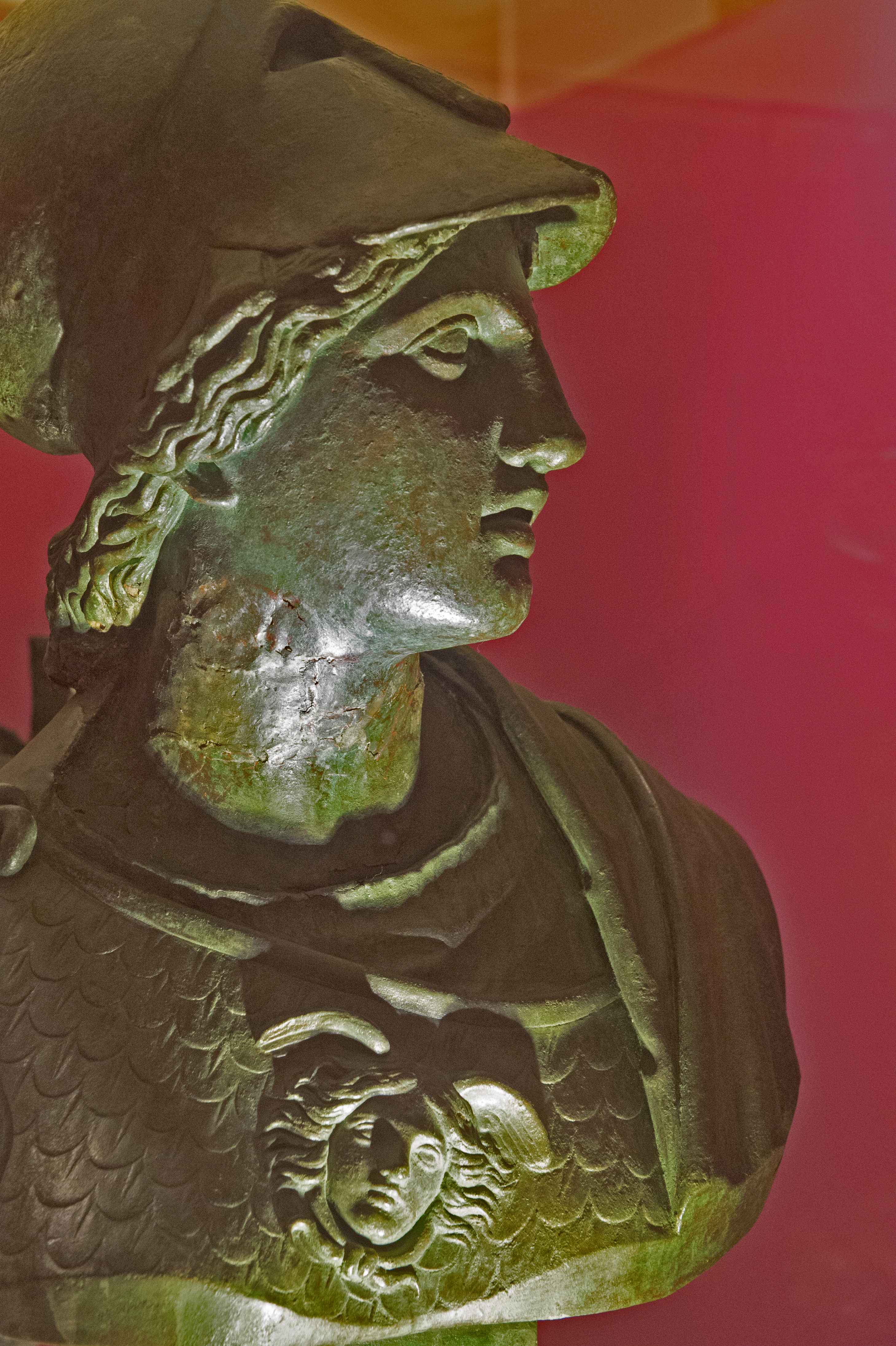
Atenea de bronce, siglo II d.C.
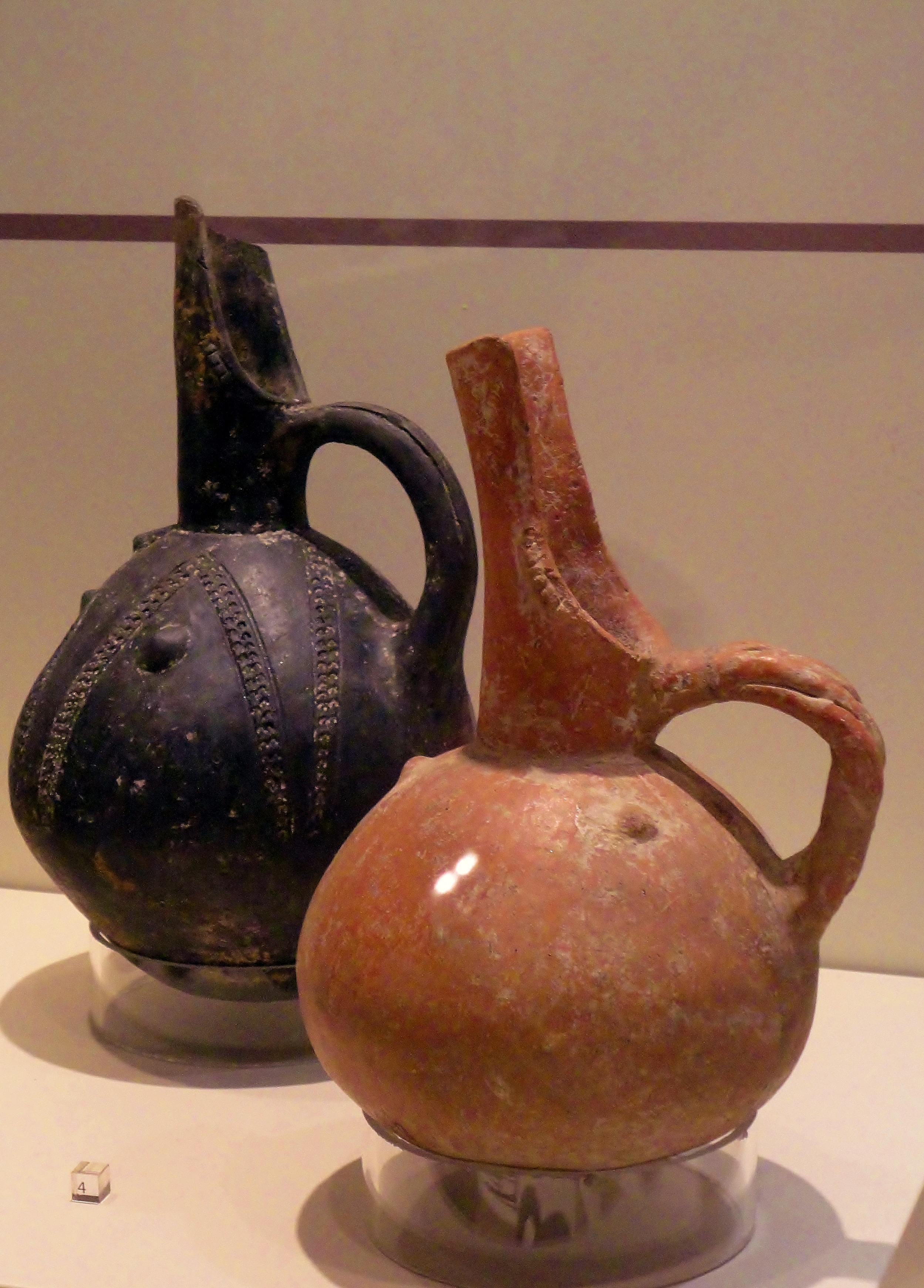
Cerámica antigua
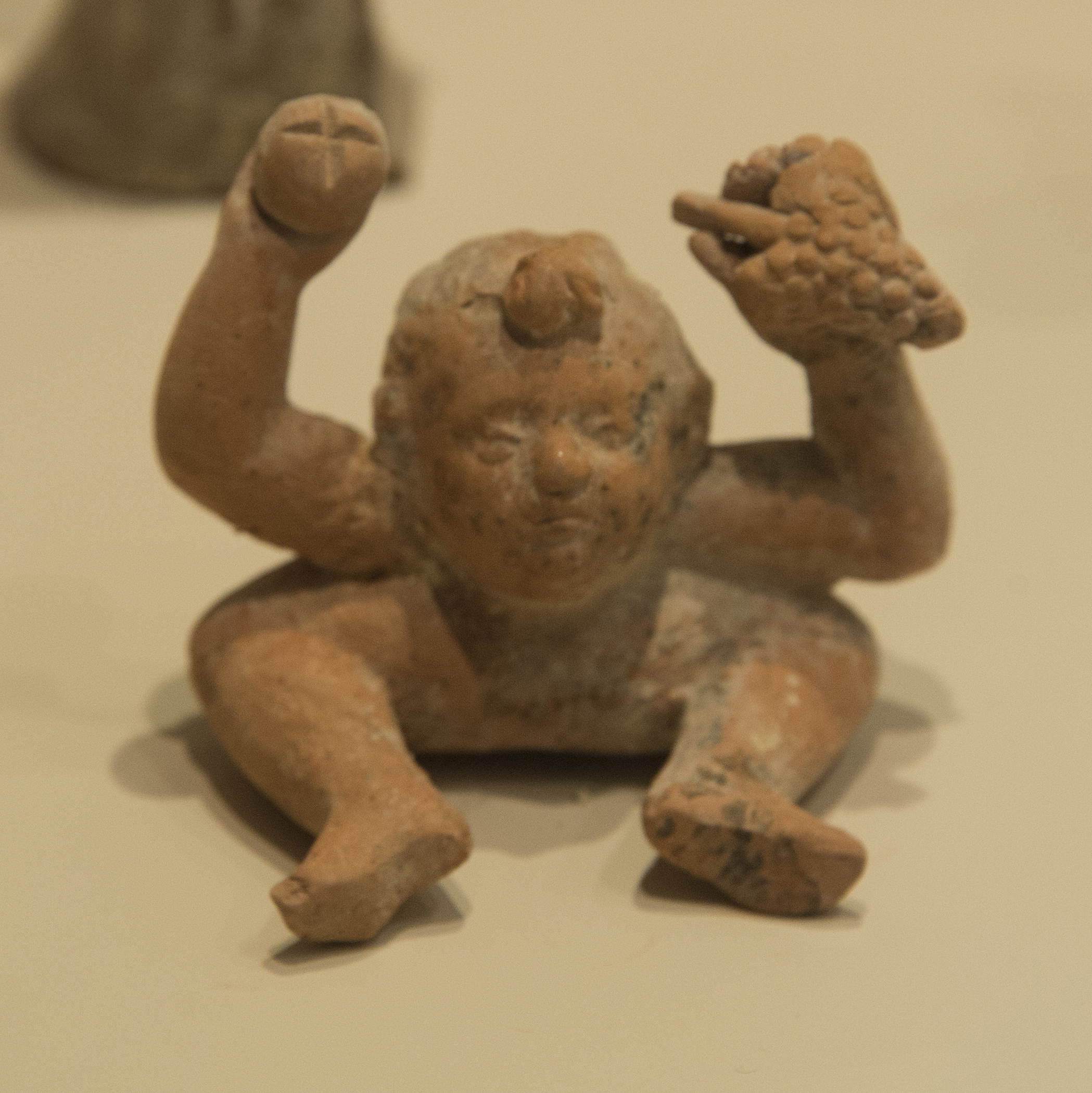
Figura helenística
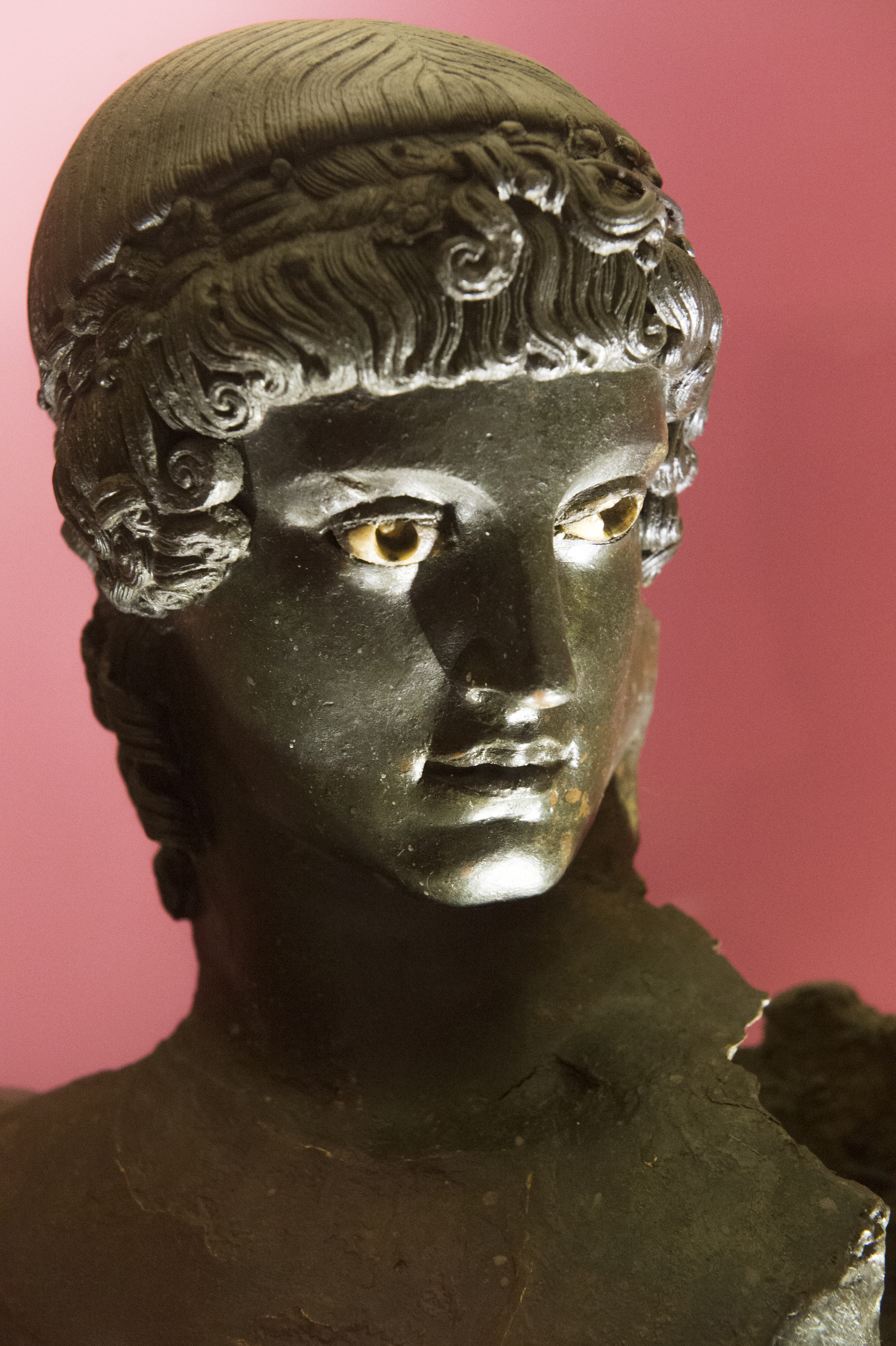
Apolo de bronce, Siglo II d.C.
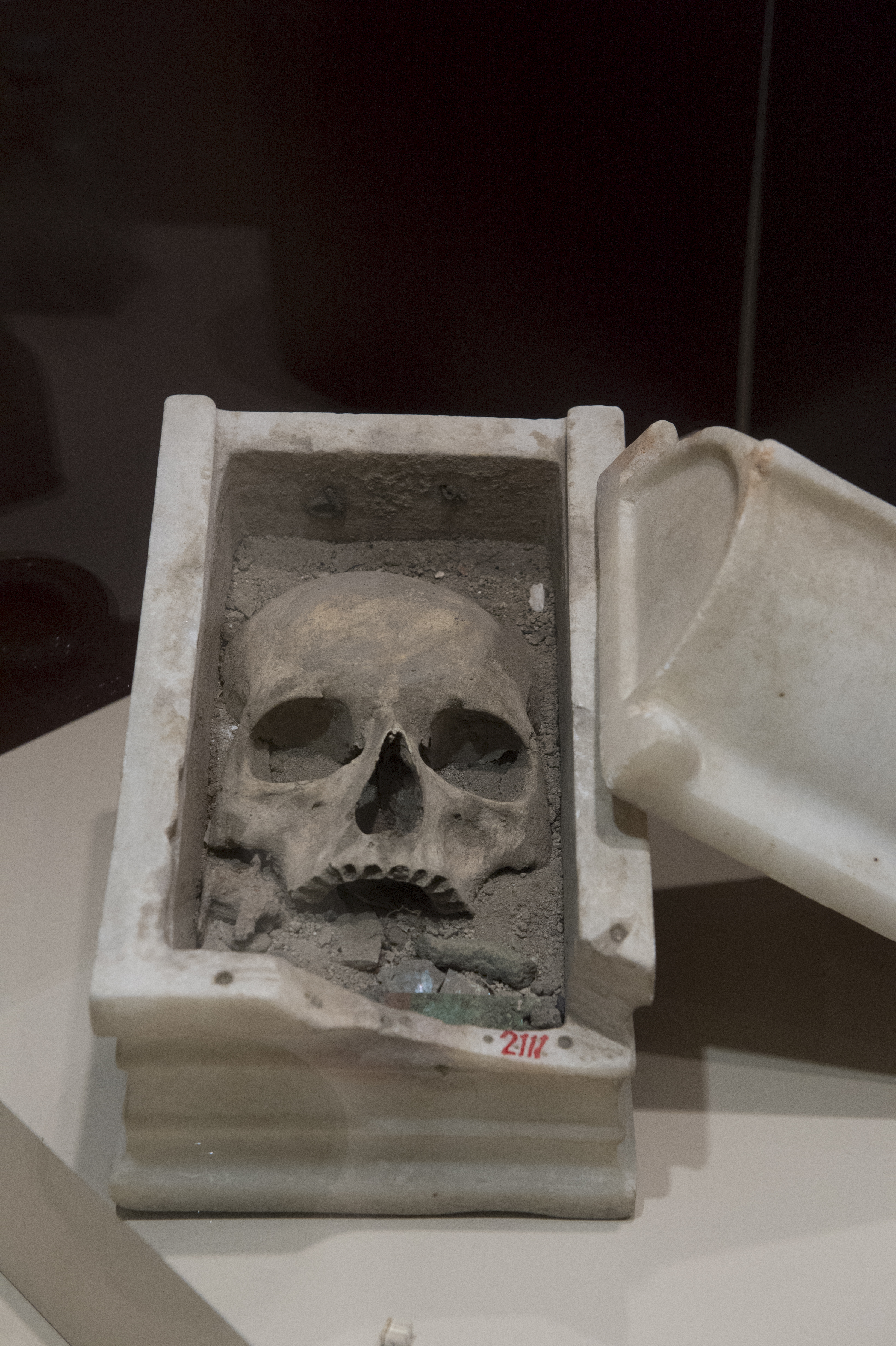
Relicario Bizantino, 330-1453
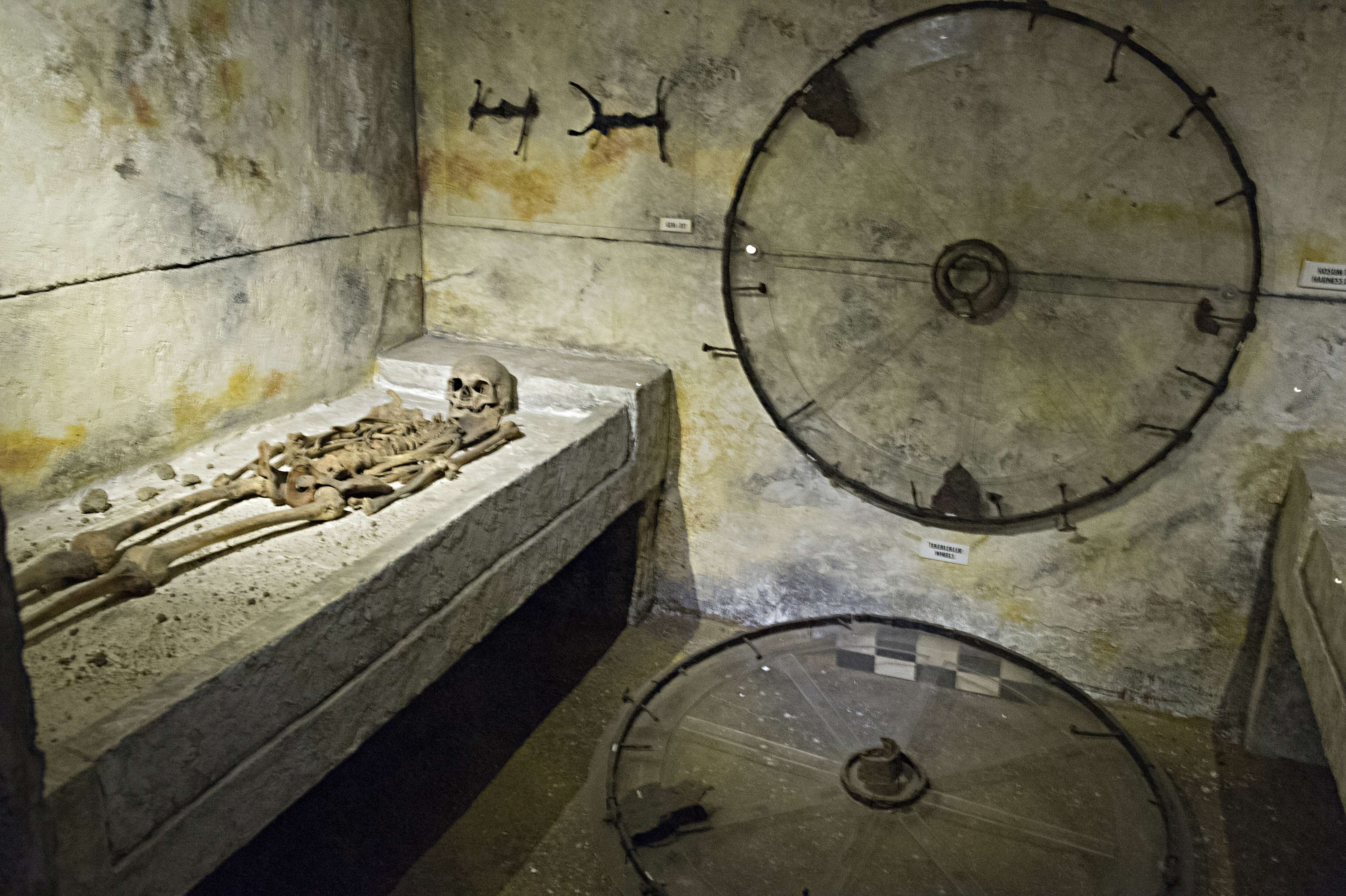
Sitio de enterramiento, en el Museo Arqueológico de Bursa
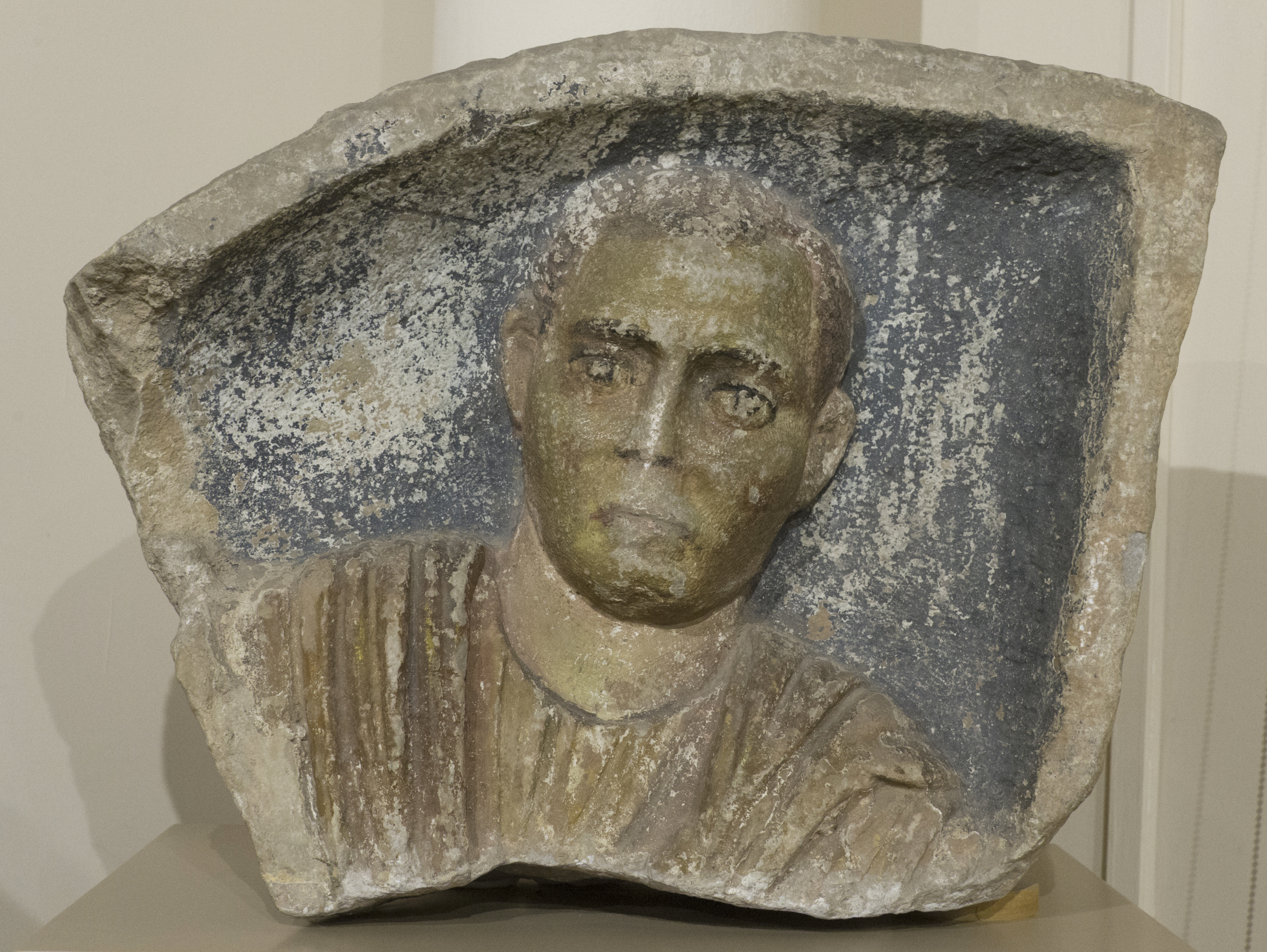
Lápida sepulcral pintada
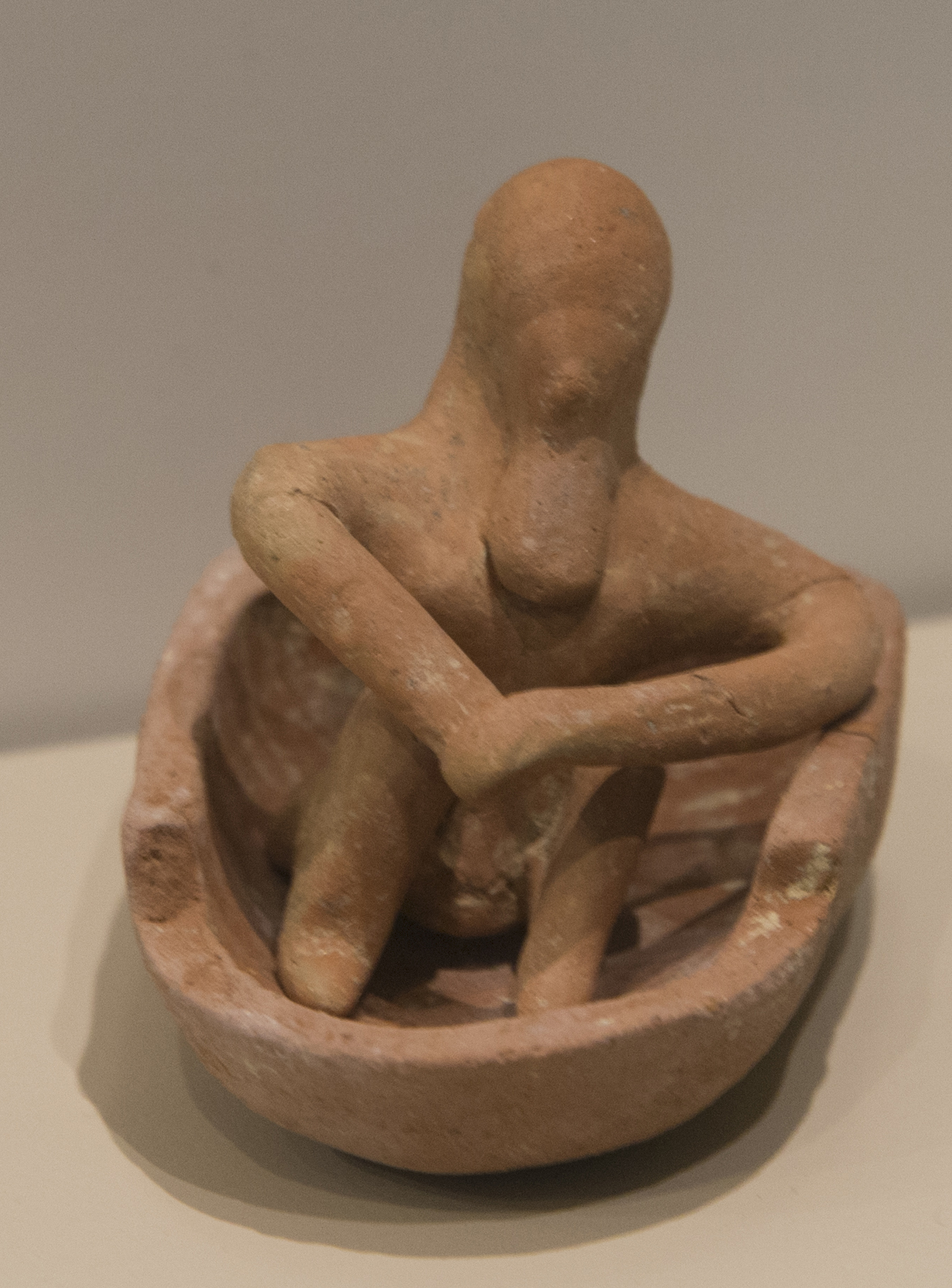
Estatuilla arcaica

## Lugares de interés
- Puente cubierto de Irgandi.
- Parque Nacional de Uludağ
- Murallas
- Aguas termales:
  - Çekirge
  - Armutlu
  - Oylat
  - Gemlik
- Playas:
  - Armutlu
  - Kumla
  - Kurşunlu
  - Güzelyalı
- Palacio e hipogeo
  - Mezquita de Orhan
  - Complejo de Murad II
  - Mezquita de Yeşil (conocida como Mezquita verde)
  - Mezquita de Bayezid I (külliye)
  - Mezquita Emir Sultan (külliye)
  - Mezquita de Hüdavendigar
  - Koca Sinan Paşa
  - İshak Paşa
  - Gran Mezquita de Bursa
  - Gran Mezquita de Karacabey
- Bazar Yıldırım
- Museos:
  - Museo Arqueológico de Bursa
  - Museo de la ciudad de Bursa
  - Museo Atatürk de Bursa
  - Museo de Arquitectura Turca de Bursa
  - Museo de Obras Islámicas
  - Museo del Armisticio de Mudanya
  - Museo de İznik
- Cumalıkızık

### Ulu Cami

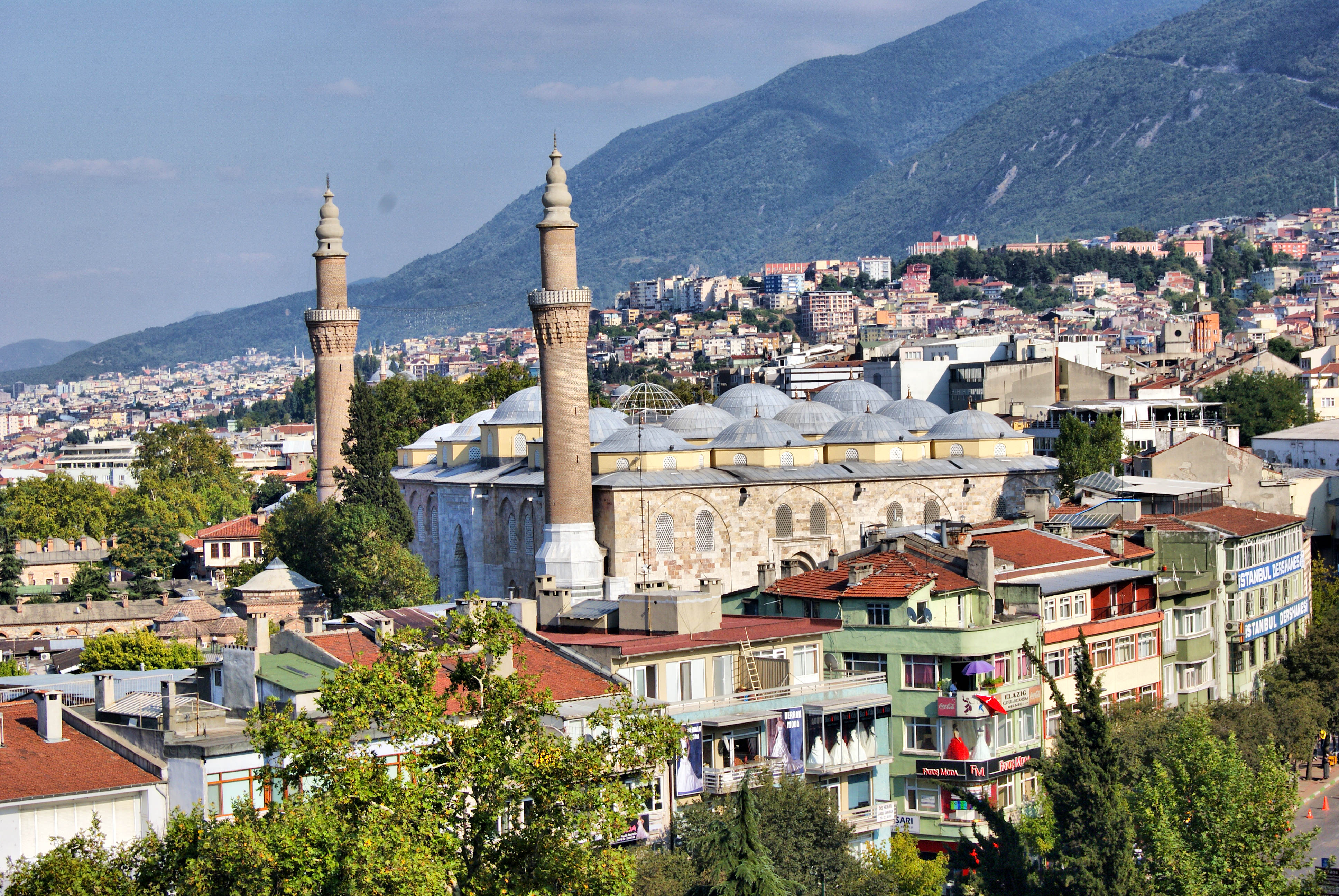
Ulu Cami (Gran Mezquita) de Bursa

Ulu Cami (Gran Mezquita) es la mezquita más grande de Bursa y muestra de la arquitectura otomana inicial. Fue construida por Ali Neccar entre 1396 y 1399 siguiendo las órdenes del sultán Beyazid I. Se trata de un edificio rectangular con veinte cúpulas distribuidas en cuatro filas con cinco cada una sujetadas por doce columnas. Se trata de veinte cúpulas en lugar de las veinte mezquitas independientes que el sultán prometió construir al ganar la batalla de Nicópolis. Cuenta con dos minaretes. En el interior, existen 192 inscripciones monumentales en los muros escritas por famosos calígrafos. También hay una fuente (şadırvan) en el interior de la mezquita donde los fieles practican el abdesto  antes de los rezos; la cúpula que se eleva sobre la şadırvan está coronada con un tragaluz. Arquitectónicamente, la fuente refleja la luz y ayuda a iluminar el interior de la mezquita.
El espacio interior está diseñado para crear un ambiente tranquilo y contemplativo. Las subdivisiones formadas por las diferentes cúpulas y columnas crean una sensación de privacidad e intimidad. Este ambiente contrasta con las mezquitas otomanas posteriores (véanse, por ejemplo, las obras de Sinan, principal arquitecto de Solimán el Magnífico), que tenían cúpulas centrales muy altas que enfatizaban la verticalidad como aspecto abrumador para transmitir el poder del Imperio otomano.

## Ciudades hermanadas
Bursa mantiene un hermanamiento de ciudades con:
| - Darmstadt, Alemania (7 de julio de 1971). - Sarajevo, Bosnia-Herzegovina (30 de junio de 1972). - Multan, Pakistán (24 de febrero de 1975). - Oulu, Finlandia (7 de julio de 1979). - Tiffin, Ohio, Estados Unidos de América (mayo de 1983). - Kairouan, Túnez (26 de diciembre de 1987). - Denizli, Turquía (4 de febrero de 1988). - An-shan, República Popular de China (8 de noviembre de 1991). - Bitola, Macedonia del Norte (3 de noviembre de 1996). - Herzliya, Israel (15 de agosto de 1997). - Ceadîr-Lunga, Gagaucia, Moldavia (23 de septiembre de 1997). - Kyzylorda, Kazajistán (4 de octubre de 1997). - Muaskar, Argelia (25 de mayo de 1998). - Kulmbach, Alemania (29 de octubre de 1998). - Pleven, Bulgaria (30 de octubre de 1998). | - Plovdiv, Bulgaria (3 de diciembre de 1998). - Tirana, Albania (15 de diciembre de 1998). - Košice, Eslovaquia (29 de marzo de 2000). - Vínnitsa, Ucrania (8 de marzo de 2004). - Van, Turquía (2010). - Rabat, Marruecos (2010). - Bajchisarái, República de Crimea, Rusia (2010). - Gyeongsang del Norte, Corea del Sur (2011). - Öskemen, Kazajistán Oriental, Kazajistán (2011). |